# Preistorie
Preistoria (însemnând "înaintea istoriei" și provenind din cuvintele latine pre - "înainte" și historia - "istorie"), reprezintă prima epocă din istoria societății omenești și se referă la intervalul de timp de la primele urme umane, până la apariția documentelor istorice scrise. Ea se mai numește și epoca străveche.
Epoca preistorică a durat de o mie de ori mai mult decât celelalte epoci istorice luate la un loc, aproximativ 6 milioane de ani. Ea începe odată cu apariția lui Australopitecus și se termină cu apariția orașelor și scrierii. În viziunea evoluționistă, preistoria se consideră că ar fi începutul procesului de antropogeneză (transformarea unor specii de maimuțe antropoide în oameni) și a durat până la apariția scrisului sau a primelor state. Alte teorii despre originile omului pun în lumină repere temporale diferite; antropologia reprezintă astăzi o variantă aproape unanim acceptată de lumea științei, fiind, de departe, teoria cea mai bine documentată arheologic. Procesul de antropogeneză se explică ca urmare a schimbărilor climei, florei și faunei Pământului.
Cele mai vechi urme au fost descoperite pe teritoriul Africii, având o vechime de peste 2,5 milioane de ani, în zona Riftului. În această zonă, soții Louis (1907-1972) și Mary Leakey au identificat primul craniu aproape complet al unui hominid, aparținând genului Australopithecus, denumit „maimuța din sud”, datând precis între 1,9 -1,7 milioane de ani. Creierul acestui hominid era o treime din cel al omului actual. Forma craniului indică un mers biped (în două picioare), membrele anterioare nefiind folosite pentru obținerea echilibrului, ca în cazul maimuțelor. Aici, în Valea Riftului, au fost depistate peste 50 de cranii (la Olduvai), fenomen care ar indica acest spațiu ca fiind centrul de apariție al speciei hominizilor.

## Antropogeneza

Evoluția umană

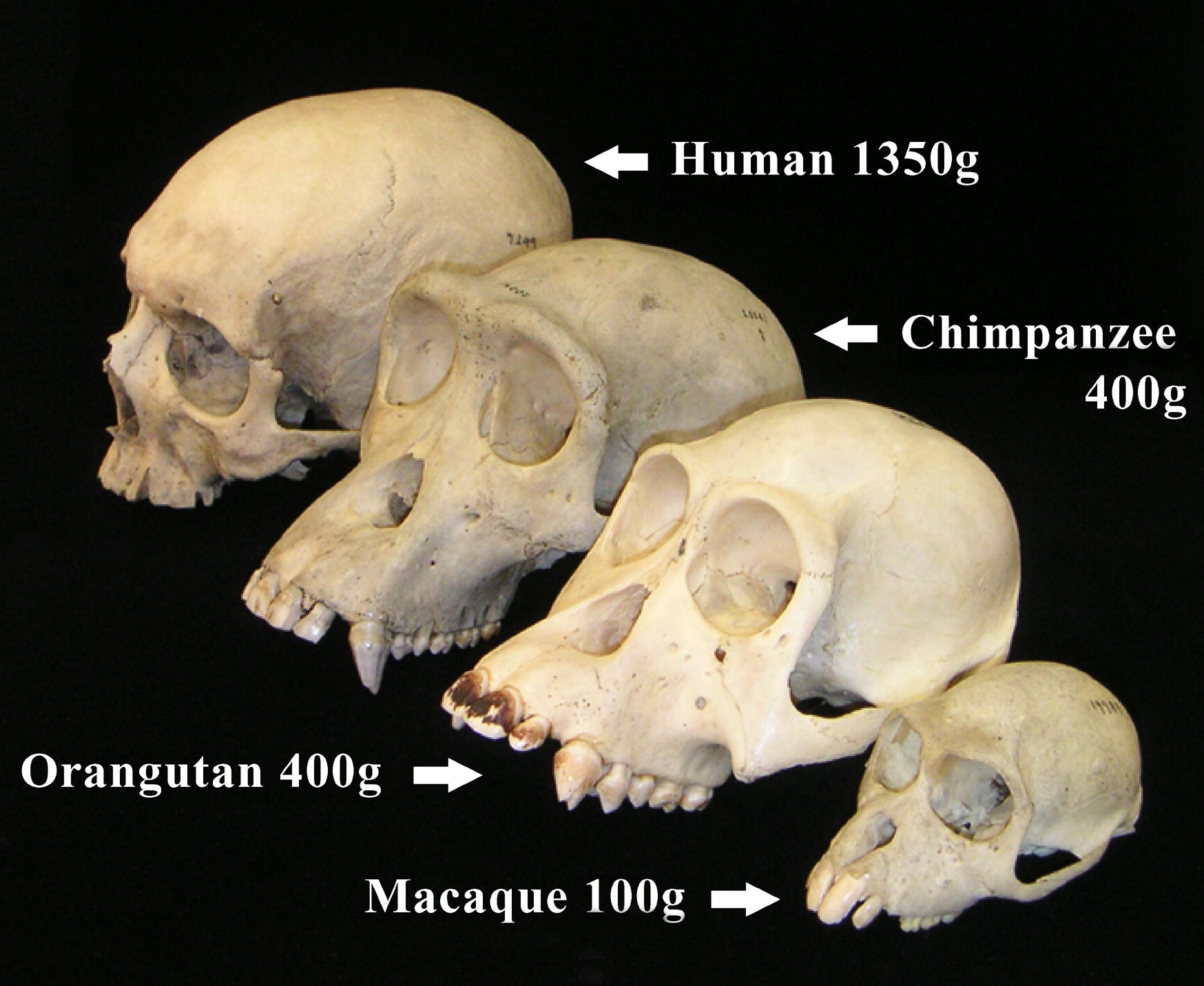
Comparație între cranii

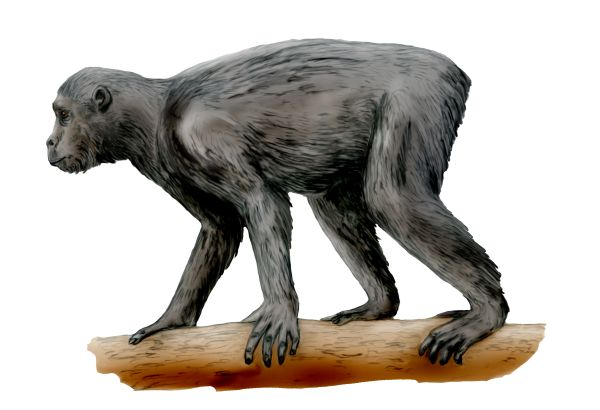
Proconsul

Cea mai realistă și disputată teorie a apariției omului, este teoria evoluționista a lui Charles Darwin. Conform teoriei, evoluția speciilor nu este determinată în principal de mutații aleatorii, ci de capacitatea de adaptare la mediul înconjurător. Presiunea mediului duce la selecție naturală; speciile care nu pot să se adapteze la noile condiții pot să dispară, lăsând loc celor care au, în parte, datorită mutațiilor, acest potențial adaptiv.
Factorii care au influențat  antropogeneza au fost: varietatea mediului înconjurător, sursele de hrană, concurența cu alte specii pentru habitat, comportamentul general al primatelor, gradul de izolare/contact între populații. La nivel anatomic, schimbările care indică evoluția spre umanitate au fost: schimbarea poziției în mers și adoptarea mersului biped; modificarea membrelor și a coloanei, ceea ce a permis dezvoltarea brațelor și eliberarea mâinilor de rolul lor în deplasare pentru a le face apte pentru activități dedicate  mâinilor; lărgirea bazinului și adâncirea acestuia (modifică durata de sarcină și mecanica nașterilor); coborârea laringelui - ce va permite posibilitatea formării unor sunete mai complexe, dezvoltându-se limbajul; creșterea  cutiei craniene - ce va permite deținerea unui volum cerebral mai crescut. La nivel cerebral, schimbările pot fi identificate pe baza modificărilor cutiei craniene. Aceasta indică creșterea ariilor anterioare (lobii frontali) după evoluția occipitalului, precizarea ariilor corticale, dezvoltarea creierului prin apariția circumvoluțiunilor. La nivel comportamental, schimbările par mai dramatice. Ele vizează comportamentul legat de obținerea hranei (vânătoarea diurnă și cooperativă, prezența uneltelor, repartiția sarcinilor pe sexe), comportamentul de grup (raportul dintre adulți, raportul dintre adulți și copii, tipul de comunicare), abilitățile de comunicare (limbajul/apariția elementelor de gândire abstractă).
Folosind focul pentru gătit, acesta era asemeni unui stomac extern pentru a descompune alimentele, eliberând mai multe calorii și obținând mai multă energie. Înainte de stăpânirea focului, oamenii erau nevoiți să mestece și să digere cu greu carnea, iar focul  a contribuit la diminuarea digerării, scăderea în volum a stomacului și a maxilarului și la dezvoltarea altor organe, precum creierul.

### Originile omenirii
Primatele, mamifere placentare, apărute în urmă cu 60-70 milioane de  ani în urmă , majoritar arboricole, sunt cele mai apropiate de om din punct de vedere genetic. Elementele principale: reducerea volumului feței în raport cu scheletul cranian; dezvoltarea regiunii corticale anterioare; orbite frontale; poziție verticală a trunchiului în poziție șezândă; 5 degete; mâini prehensile (care au capacitatea de prinde, de a apuca); degete cu unghii plate (nu sub forma ghearelor ); 2 mamele în poziție pectorală; dimorfism sexual limitat.
Acum  14-12 milioane de  ani se desprinde Grupul Hominidae-Ramapithecus, acesta fiind primul exemplar cu o clară poziție bipedă, chiar dacă accidental sau de scurtă durată.   Apar grupuri  care se individualizează în cadrul primatelor, ca Prosimienii, ce se caracterizau  prin bot alungit, creier relativ mic, perioadă activă nocturnă. Familiile grupului includ: Lemuridae, Indridieni, Daubentonieni din Madagascar; Lorisidiene în Africa și Asia; Tarsidieni în Indonezia și Filipine. Simienii, a doua clasă de primate apărută, se segmentează în două mari grupe: platirhinieni - grupă   prezentă în America de Sud și catarhinieni - prezenți în restul lumii, care se împarte în Cynomorphae, Ponginae (Hylobates, Pongidae) și grupul Hominidae. Primele exemplare ale acestei familii sunt; Aegyptopithecus Zeuxi; Dryopithecus în Europa; Proconsul în Africa; Sivapithecus în India.   
Acum 10 milioane de ani, formarea lanțurilor muntoase  (ca Himalaya) sau formarea Marelui Rift African  au perturbat tiparele meteorologice, provocând o răcire sistematică a planetei, ceea ce avea să devină o situație favorabilă pentru apariția acestei noi specii care va domina planeta. 
Acum 7 milioane de ani, strămoșii noștri, primatele, trăiau în liniște, în copaci, la tropice, în junglele dese africane. Dar zona lor avea să fie invadată de iarbă. În Africa de Est, pajiștile au invadat habitatul tradițional de pădure al primatelor. Cu copaci tot mai puțini și spații cât mai întinse între ei, primatele au fost nevoite să se adapteze. Fiind tot mai multe primate în copaci și cât mai puțină hrană, primatele au fost nevoite să meargă de la o sursă de hrană la alta, separate de pajisti. Căutând hrană disponibilă, multe primate coboară din copaci și se adaptează noului habitat, adoptând, treptat și lent, mersul biped, având membrele superioare cu care vor putea modela istoria și construi civilizația.
Acum 6-7 milioane de ani, se presupune că din Sahelanthropus tchadensis s-au desprins două ramuri, una  a condus spre omul modern (Homo sapiens) , iar cealaltă spre primatele superioare - cimpanzeul, urangutanul și gorila.

### Leagănul African
Acum 4 milioane de ani,  genul Australopitec    a evoluat și s-a dezvoltat în Africa de Est, răspândindu-se pe întregul continent,  până la  dispariția sa de acum 2 milioane de ani. Pe parcursul acestei perioade de timp, au existat diferite forme de Australopithecus:
- Australopithecus (acum 4–1.8 milioane): anamensis, afarensis, africanus, bahrelghazali, garhi, sediba;
- Kenyanthropus (acum 3–2.7 milioane): platyops;
- Paranthropus (acum 3–1.2 milioane): aethiopicus, boisei, robustus.

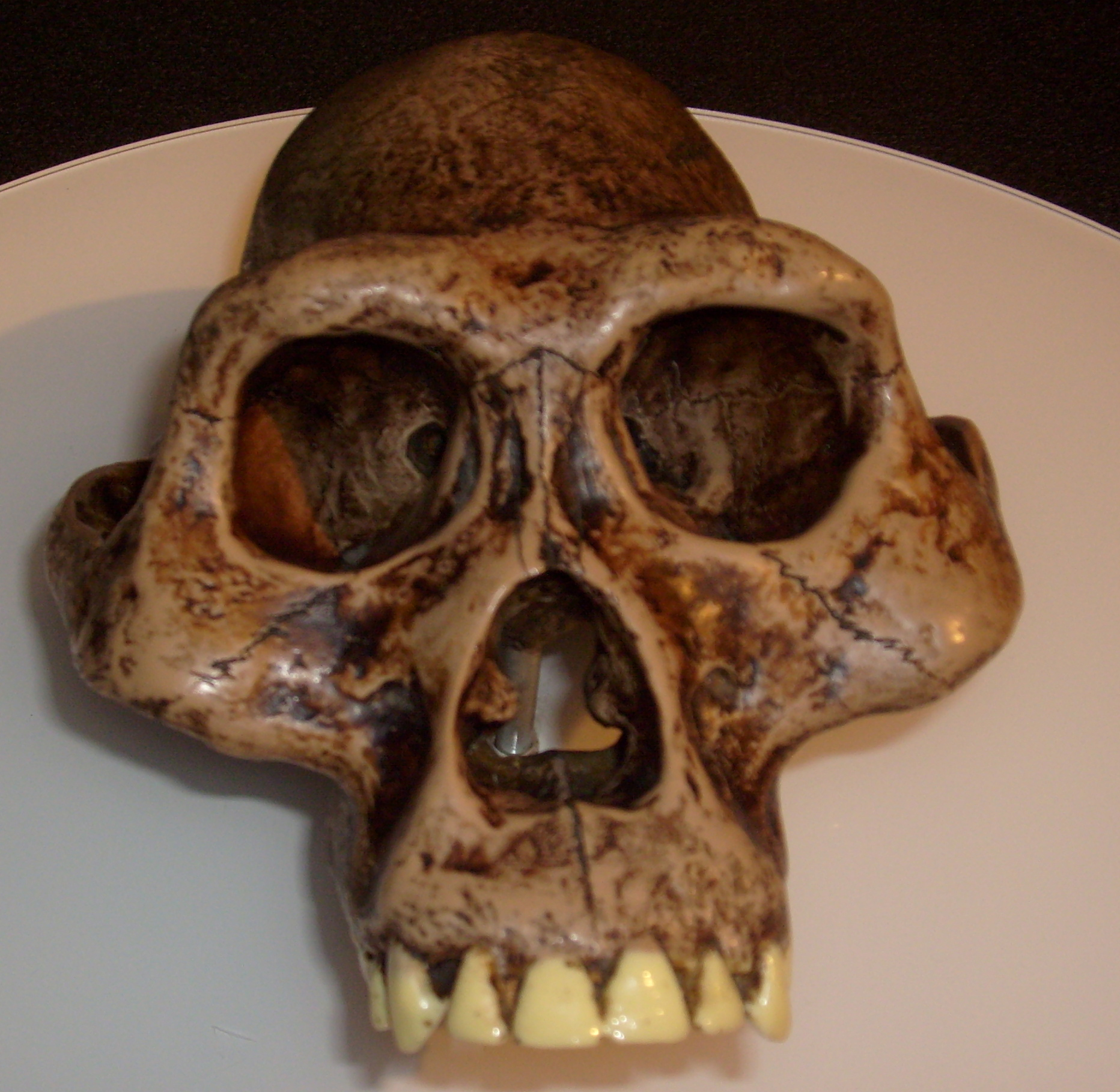
afarensis
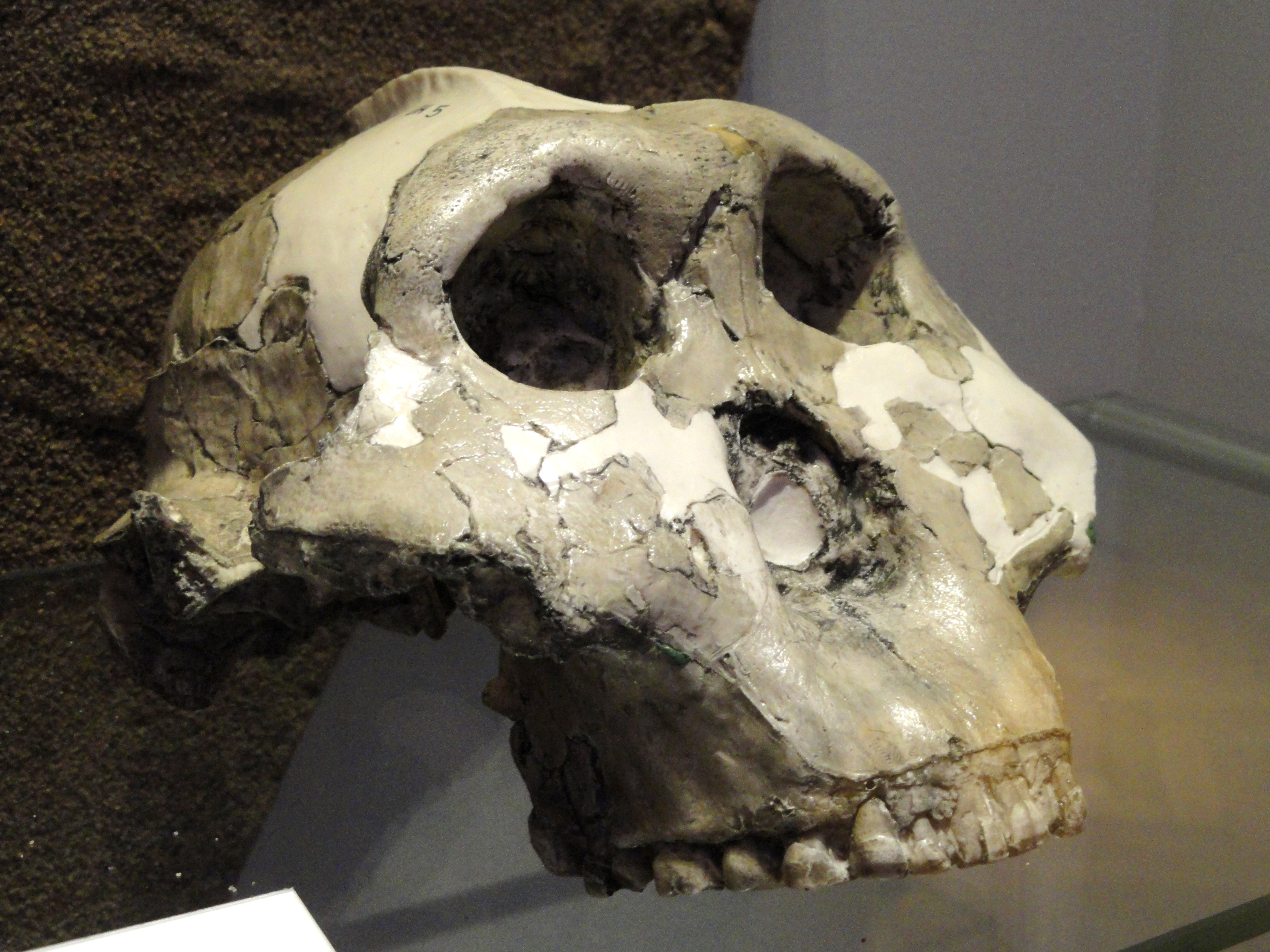
robustus
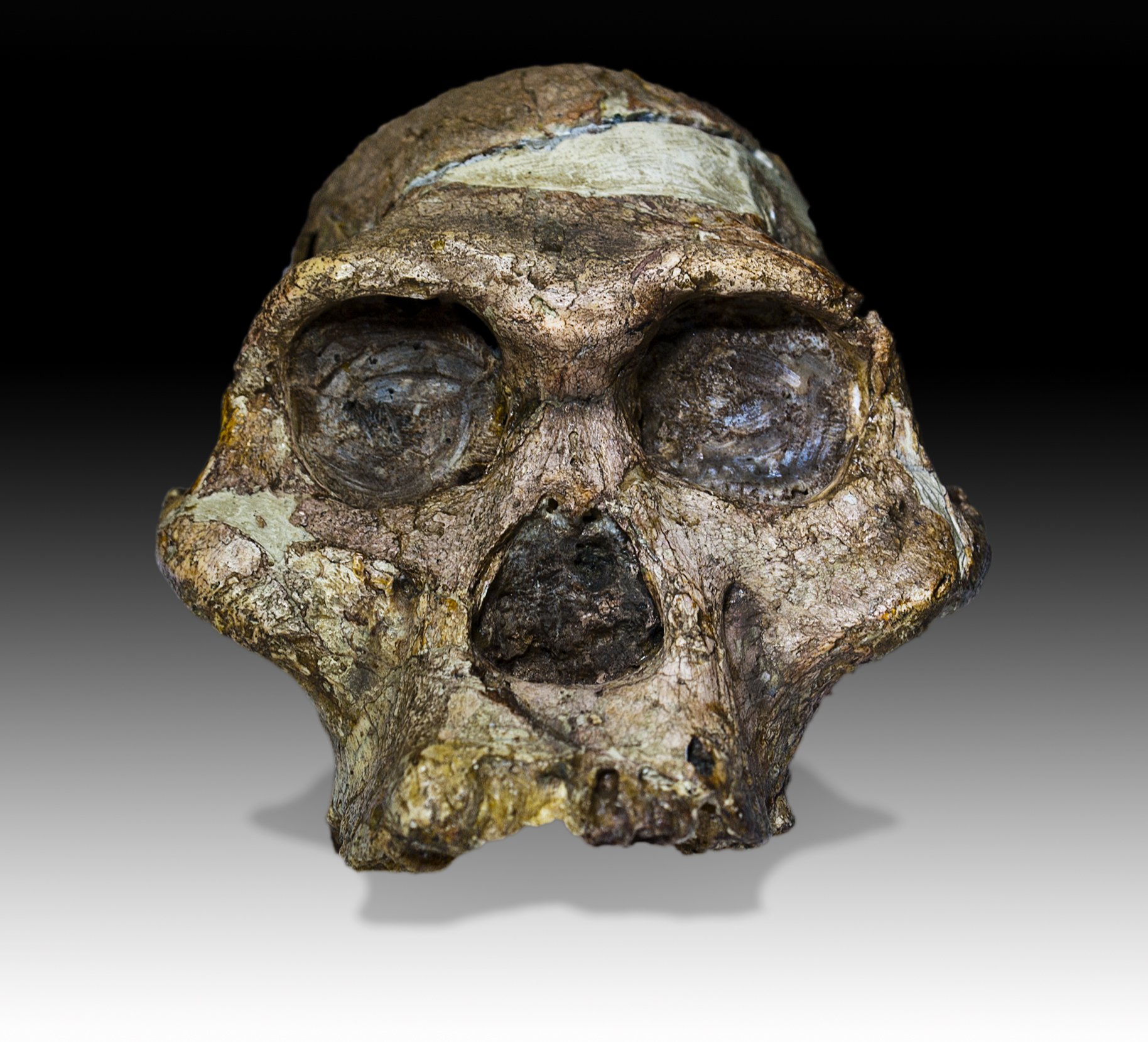
africanus

- Australopithecus afarensis a trăit acum  3,7 milioane de ani. Avea o talie redusă (1.10 - 1,30 m) și un volum cranian redus (3–400 cm³). Principalele caracteristici erau: poziția bipedă [10]; utilizarea membrelor superioare ca balansier; modificările scheletului relativ ample la nivelul craniului, centurii pelviene și bazinului - datorită modificării centrului de greutate, al coloanei vertebrale, schimbărilor neuronale.

Principalele locuri în care au fost identificate resturi fosile ale lui  Afarensis sunt: Hadar (Afar) - în Etiopia (exemplarul denumit "Lucy" ); Laetoli în Tanzania(la 40 km sud de Olduvai). Indivizii din afarensis nu aveau   habitate amenajate sau unelte; aveau comportamentul de vânători de talie redusă, cu o puternică înclinație spre vânătoarea cooperativă, sau se hrăneau doar cu animalele vânate și abandonate de prădători.   

Harta punctelor unde s-au descoperit fosile ale unor indivizi din genul Australopitec

- Australopithecus robustus a trăit acum 3-1 milioane  de ani. Avea o talie de 1,50 m și un volum cranian de 500–550 cm³. A evoluat, în parte, datorită alimentației. Se hrănea cu vegetale de savană, cu un procent ridicat de silice și celuloză.

Avea o bipedie perfectă , craniu rotunjit mult peste arcada supraorbitală, unghi închis la baza craniului, creastă sagitală, orificiu occipital care evoluează spre orizontală, arcada dentară diastemică și, probabil, poseda un encefal mult mai complex. Exemplarele identificate sunt răspândite pe o arie mult mai largă.  
- Australopithecus africanus[12] a trăit acum 3 - 1 milioane de ani. Avea o talie cuprinsă între 1,30 - 1,40 m, un volum cranian de 4–500 cm³. În condițiile în care savana era domeniul marilor rumegătoare și al prădătorilor carnivori, iar pădurea era apanajul primatelor, singura nișă disponibilă era cea dintre savană și pădure, care se extinde în Africa cam în aceeași perioadă. Spre deosebire de Robustus, perfect adaptat unei diete vegetale, Africanus era omnivor și a făcut primii pași spre vânătoarea cooperativă.

În 1925, doctorul sud-african Raymond Dart a descoperit la Taung, în Africa de Sud, calota craniană a unui copil de aproximativ 6 ani (cu un posibil volum cranian la maturitate de aproximativ 600 cm³), pe care l-a numit Pleisanthropus transvaalensis. Tot Dart este cel care consideră că acești indivizi ar fi creat așa-numita cultură osteodontokeratică (unelte produse din oase, fildeș/dinți de animal și lemn).  

### Făuritorii de unelte
Homo sapiens este singura specie din genul Homo care a supraviețuit și există și azi, în timp ce alte specii Homo  au dispărut, multe dintre ele fiind ascendente lui Homo sapiens, iar altele fiind rude îndepărtate pe linia noastră ancestrală.  Nu există încă un consens cu privire la categorisirea  speciilor distincte  sau  subspeciilor. În unele cazuri, acest lucru se datorează  lipsei de fosile, iar în alte cazuri, este din cauza diferențelor prea mici  pentru a clasifica speciile din genul Homo . Specia Homo sapiens cuprinde, după unii autori, o întreagă listă de subspecii arhaice de om (Homo), ce contrastează cu oamenii moderni (subspecia Homo sapiens sapiens), din perioada  începând în urmă cu 500.000 de ani. Alți autori consideră aceste subspecii drept specii. Lista „umbrelă” a acestor specii arhaice include Homo heidelbergensis, Homo rhodesiensis, Homo neanderthalensis și, uneori, Homo antecessor. Astăzi, se crede că oamenii moderni ar fi evoluat din indivizii cuprinși în categoria Homo sapiens arhaic, care, la rândul lor, ar fi evoluat din Homo erectus. Varietățile cuprinse în grupul Homo sapiens arhaic sunt parte a speciei numită Homo sapiens întrucât mărimea creierului lor era foarte asemănătoare cu cea a oamenilor moderni. Mărimea creierului
indivizilor Homo sapiens arhaic varia între 1.100 și 1.400 cm3, care coincide cu intervalul de variație al volumului creierului oamenilor moderni.  

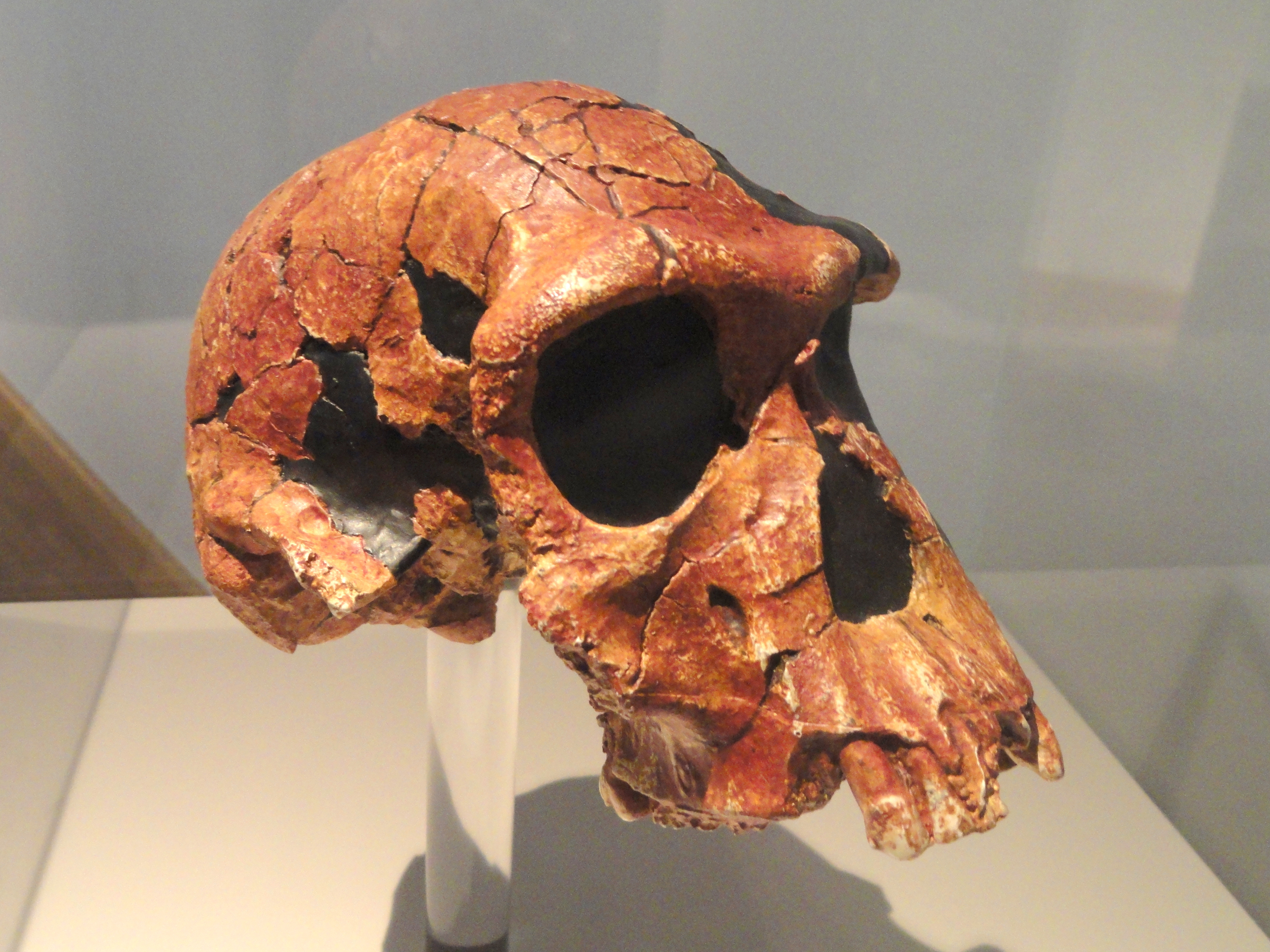
Homo habilis
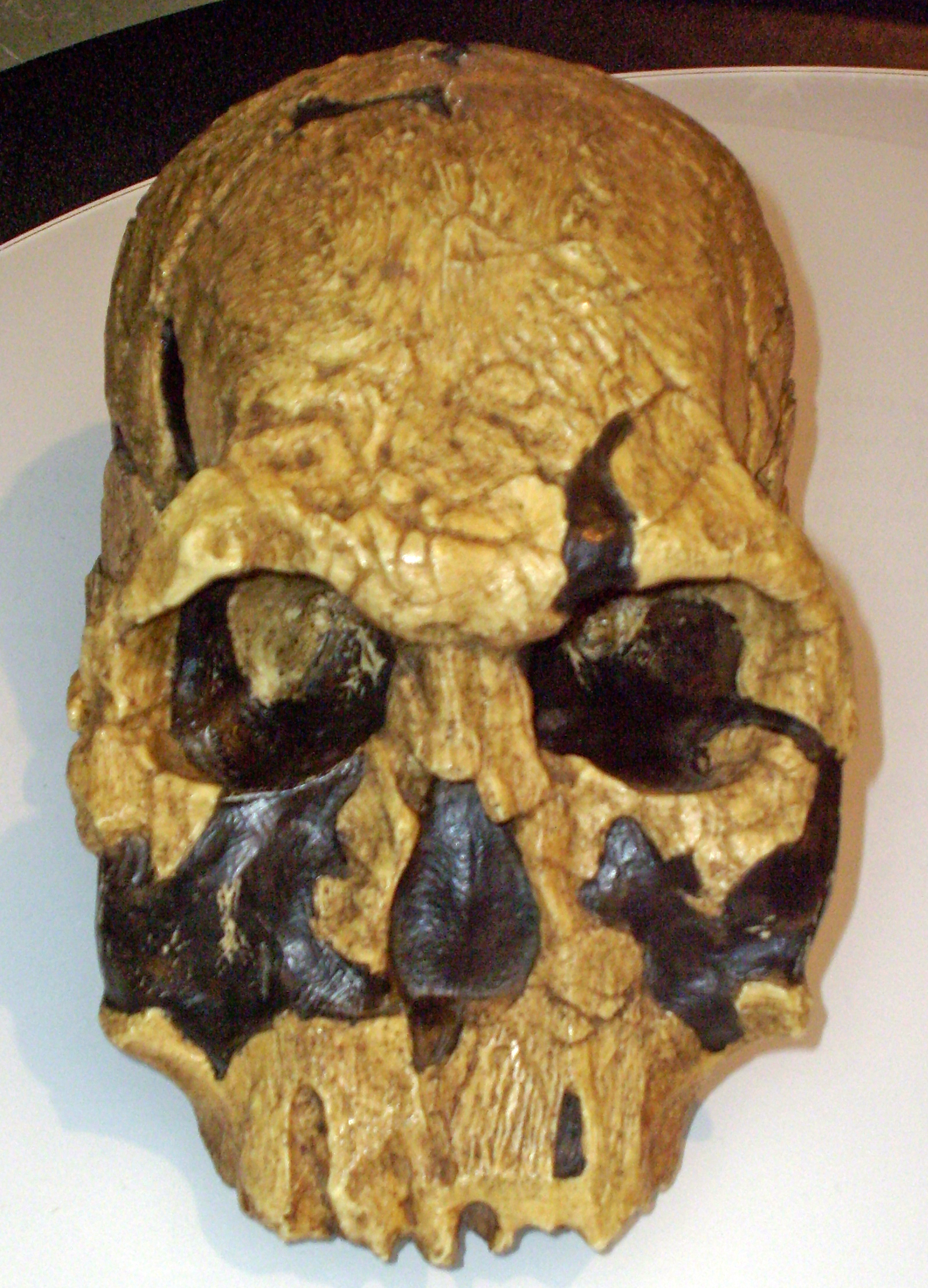
Homo rudolfensis
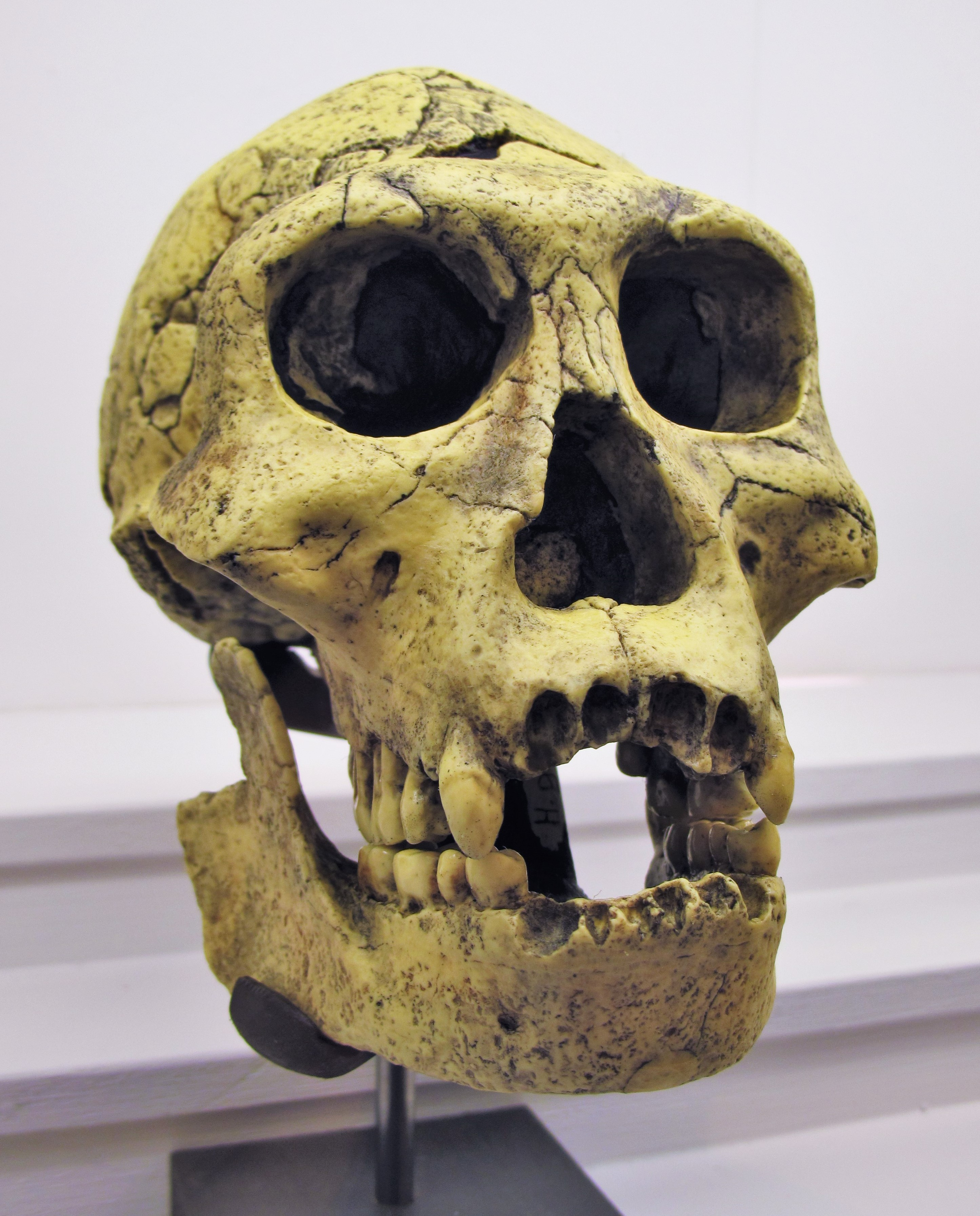
Homo Georgicus (Copie)

- Homo gautengensis[15]: cea mai veche specie umanoidă identificată. Se crede despre aceste creaturi că foloseau unelte și, probabil, focul. Integrarea acestora în marea familie s-a făcut cu ajutorul unor fragmente de craniu care au o vârstă cuprinsă între 800.000 și 2 milioane de ani, fiind descoperite în complexul de peșteri Sterkfontein, din provincia Gauteng Province, Africa de Sud, în 2010. Fragmentele găsite până acum provin de  la șase indivizi. Aceștia aveau o poziție verticală și aveau o înălțime de doar un metru și cântăreau circa 50 de kilograme, aveau mâini foarte lungi, o față alungită ca la cimpanzei, dinți mai mari și un creier mai mic, iar lipsa   abilităților de comunicare,  i-a determinat pe cercetători să creadă ca Homo gautengensis este o rudă foarte apropiată a omului modern, dar nu  un strămoș direct.

- Homo habilis [16] a trăit acum aproximativ 2.4-1.4 milioane de ani. Homo habilis a evoluat în Europa de Sud și Africa de Est, la sfârșitul Pliocenului sau începutul Pleistocenului, acum  2.5-2 milioane de ani, atunci când  australopitecii au dispărut. Homo habilis a avut molari mici și creier  mai mare decât australopitecii. Ocupă părți importante din teritoriul Africii între 2,5 - 1,3 milioane de ani. Prezenta dimensiunilor caracteristice cum ar fi înălțimea de 1,40 - 1,50 m, volumul cranian între 650 - 750 cm³, care era semnificativ mai mare decât la predecesorii direcți, capacitatea de deplasare în poziție bipedă, o față lată și frunte bombată, o calotă craniană înaltă, conturul rotunjit al partea din spate a craniului și o apropiere notabilă între mâini și picioarele moderne. Este primul care făurește unelte și care își amenajează spațiul. Construia platforme de locuit din pietre de dimensiuni relativ mici sau  paravane de vânt din crengi. Avea  capacitatea de vedere stereoscopică, o minimă abilitate de a constitui un lanț tehnologic, un control mai mare asupra membrelor  superioare; toate acestea atestă dezvoltarea encefalului. Construia adăposturi artificiale pe care le utiliza consecutiv pe parcursul mai multor nopți, iar apoi se întorcea la așezare sau tabără pentru a consuma hrana pe care o colectase sau pe care o vânase. Deținea un limbaj articulat.

- Homo rudolfensis[17]: A fost descoperit doar un singur craniu  incomplet  din Kenya. Antropologii  au sugerat că ar fi un alt Homo habilis.

- Homo georgicus, descoperit  în Georgia,  ar putea fi o formă intermediară între Homo habilis și Homo erectus,[18] sau o sub-specie de Homo erectus.[19]

### Descoperitorii focului

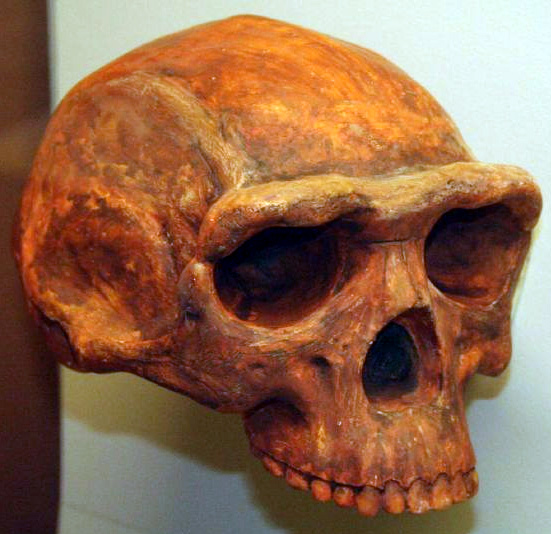
Homo erectus
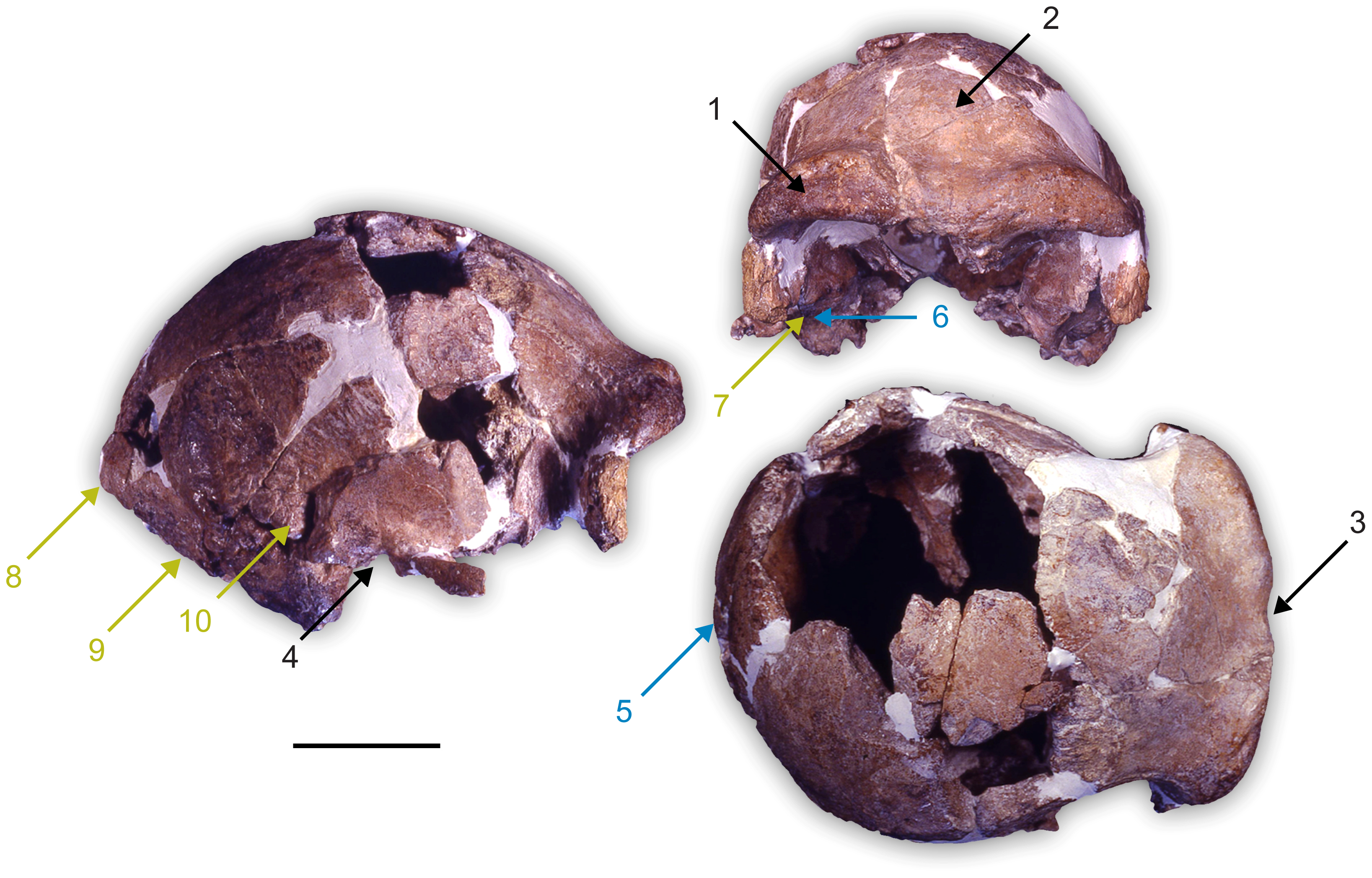
Homo cepranensis
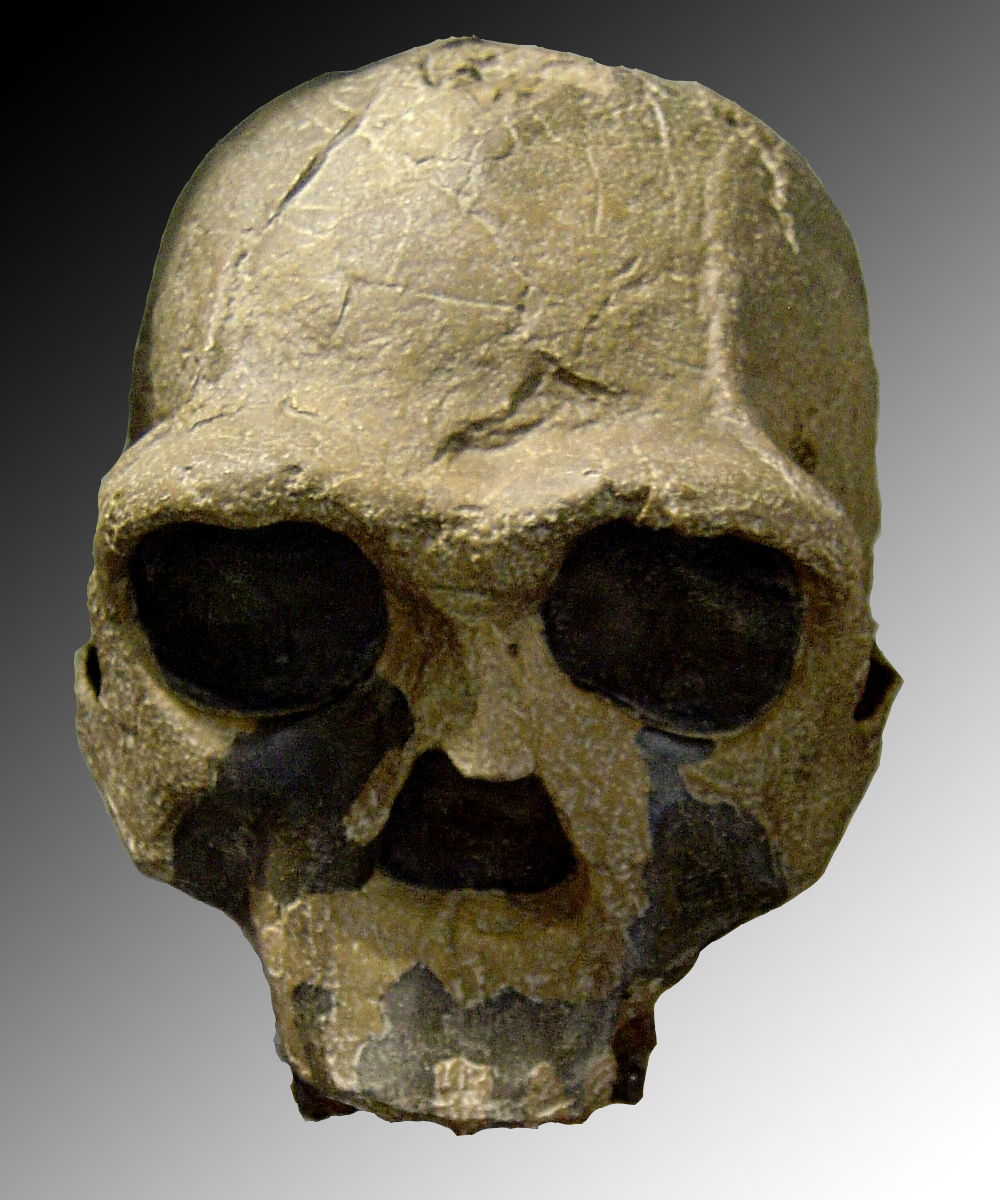
Homo ergaster
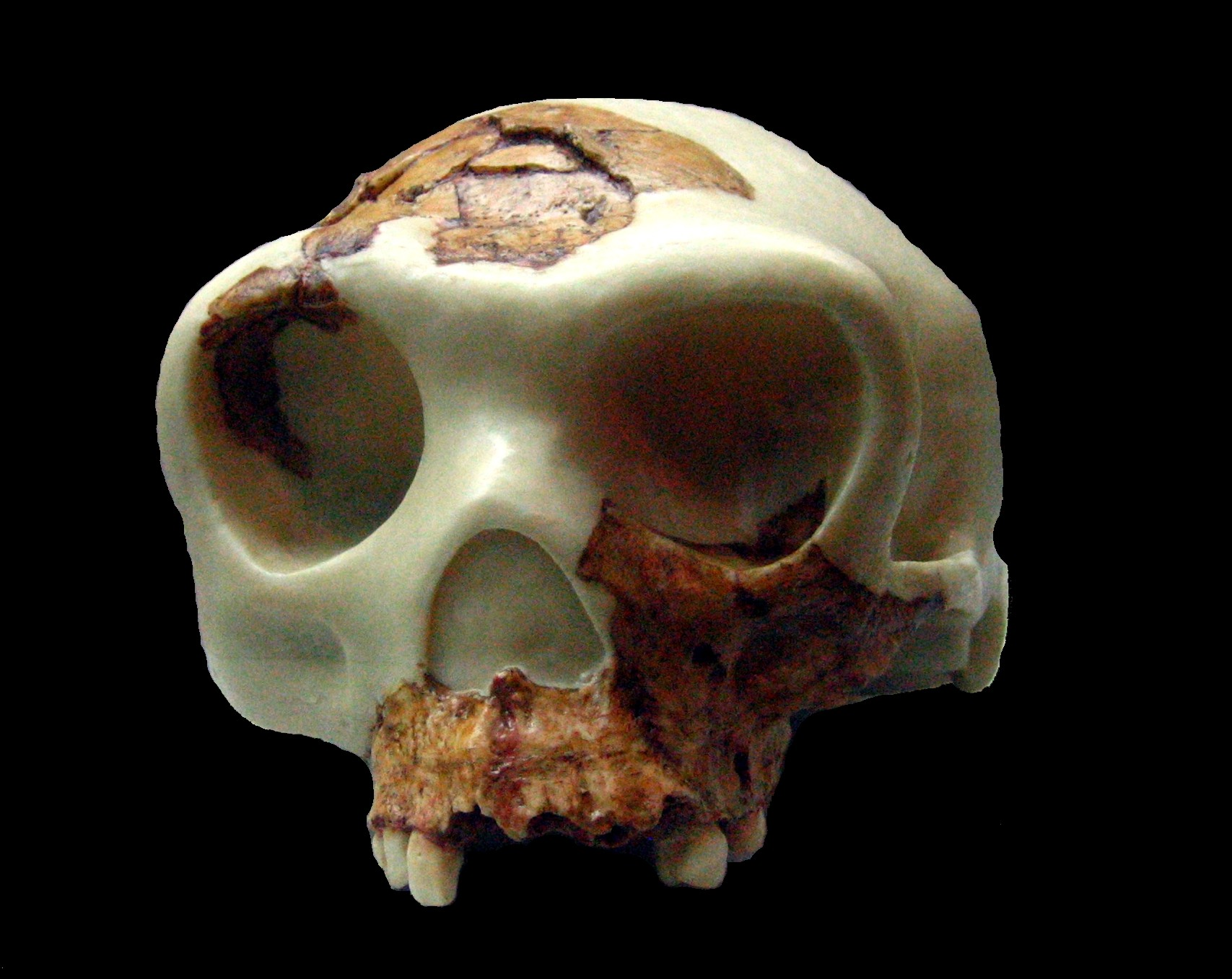
Homo antecessor
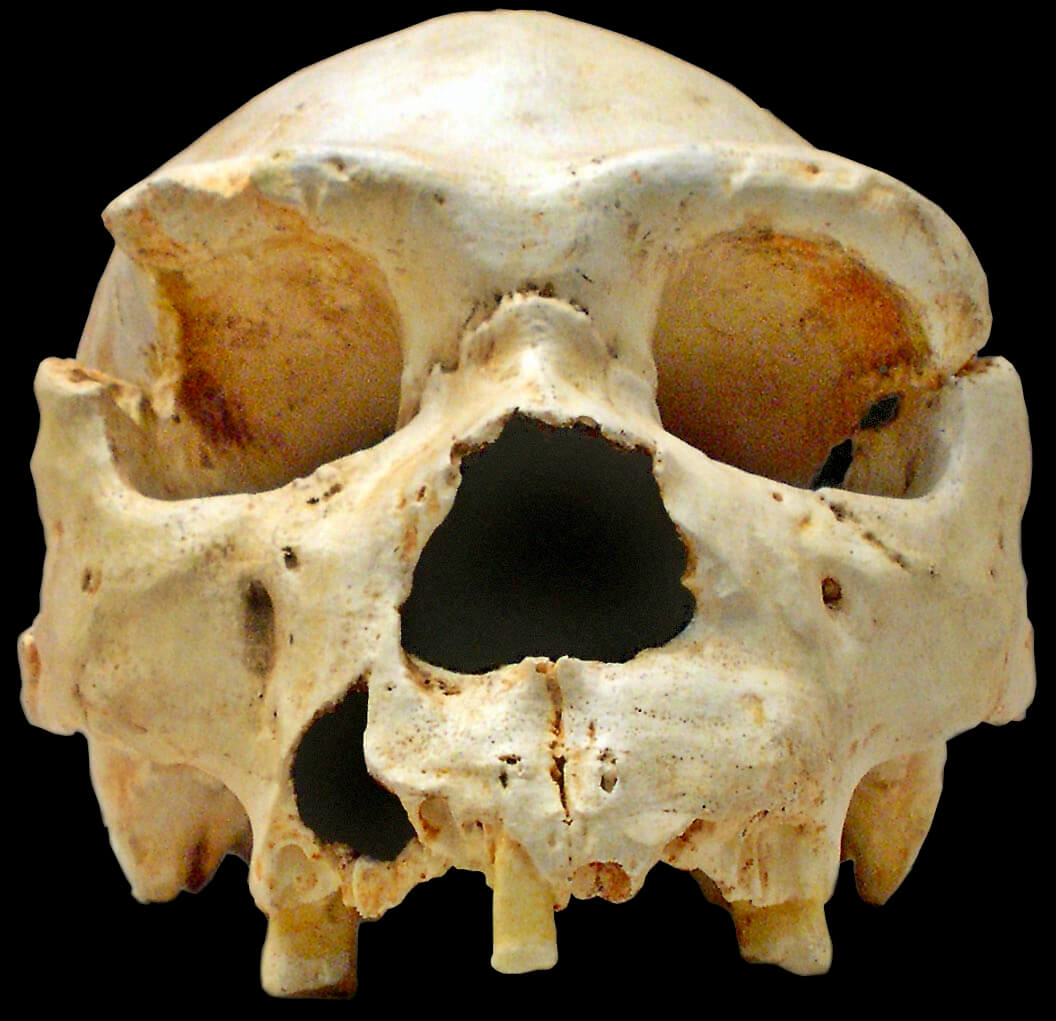
Homo heidelbergensis
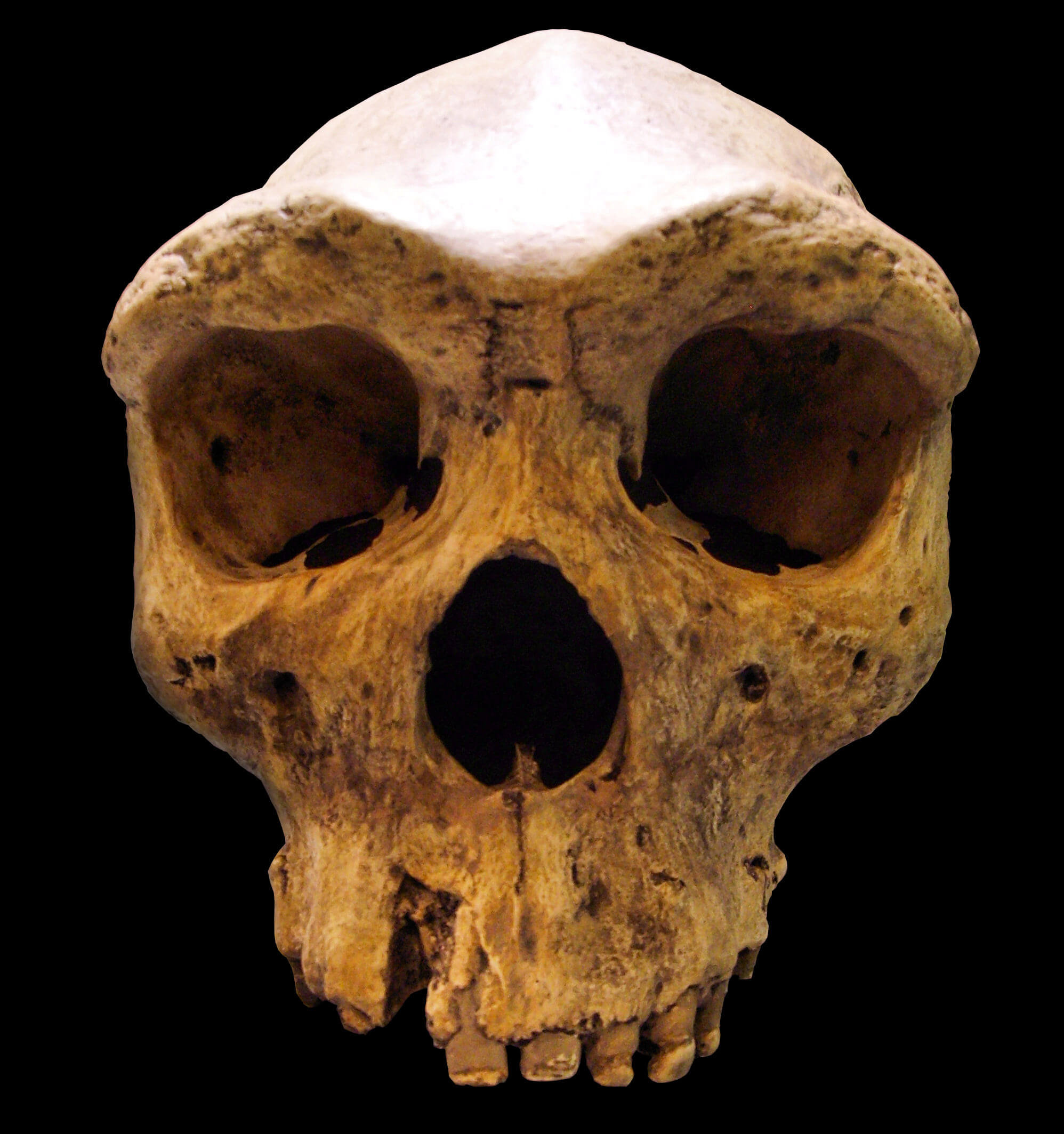
Homo rhodesiensis

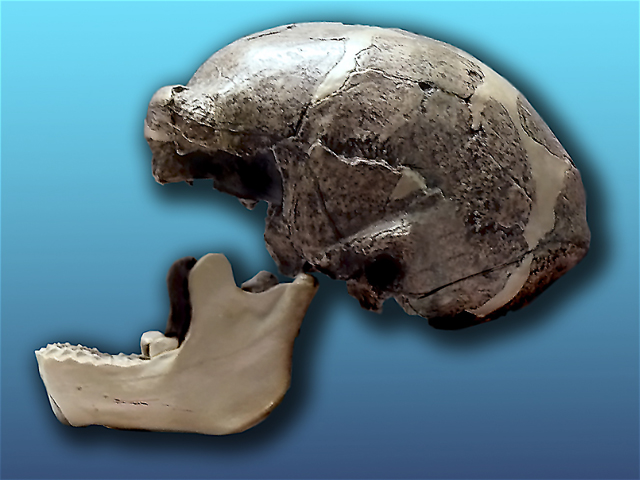
Sinathropus pekinensis

- Homo erectus a trăit acum 800.000 de ani, avea   o talie de peste 1,50 m [20] și un volum cranian de 1000 cm³, în medie [21]; craniul era  alungit și aplatizat, fruntea relativ teșită și bărbia redusă. Era primul reprezentant al speciilor umane care s-a deplasat într-o poziție perfect verticală. Avea craniul cu oase puternice și mai groase, dar dentiția și membrele (în special mâinile) erau  asemănătoare celor ale omului modern. Fenomenul principal este expansiunea speciei umane în afara Africii [22], cele mai timpurii exemplare de Homo erectus se află în zone care și astăzi sunt tropicale sau subtropicale din Asia. Răspândirea omului în zonele temperate a fost posibilă după apariția focului. Focul a reprezentat, în același  timp, o achiziție culturală și biologică. Prepararea cărnii a însemnat o reducție a aparatului masticator, ceea ce a înlesnit înălțarea feței și a calotei craniene (deci o creștere a volumului cranian), dar și o modificare a obiceiurilor alimentare. Tipul de interacțiune dintre membrii grupului s-a schimbat.[23] În primul rând, se accentuează  diferența față de restul primatelor – spre deosebire de acestea, care își schimbă locul de tabără în fiecare seară, taberele și așezările umane, chiar și în cazul grupelor umane cu un grad ridicat de mobilitate, au o persistență mai lungă în timp. Durata de activitate în fiecare zi era  crescută, la fel ca și capacitatea omului de a ocupa noi spații geografice și de a utiliza, pentru prima dată, peșterile. Dar schimbarea cea mai importantă o reprezintă modificarea comportamentului în interiorul grupului - în majoritatea așezărilor există o singură vatră, ceea ce dovedește  vânătoarea și culesul în comun sau  public. A crescut importanța mecanismelor de întrajutorare dintre membrii grupului. În așezările umane par să existe două spații, unul ”privat” (dedicat somnului) și unul ”public” (dedicat activităților cotidiene).[24]  O achiziție care a stârnit discuții îndelungate este cea legată de posibila apariție a comportamentelor simbolice (practic, a fenomenelor legate de lumea abstractă). Prelucrarea uneltelor este  foarte elaborată, iar apariția uneltelor bifaciale lucrate pe cea mai mare parte a suprafeței rocii (nucleului) din care au fost prelucrate și care atestă schimbarea unghiului de lovire de mai multe ori pentru a se conforma cât mai mult unei forme eficiente indică o capacitate de abstractizare. Un ultim element legat de viața spirituală a lui Homo  erectus o reprezintă posibila utilizare a coloranților (anume ocrul). Lista exemplarelor identificate oferă  un ordin de mărime al distribuției speciei umane pe glob; pe măsură ce se apropia de finalul existenței sale, pare să fi trăit în aceeași perioadă cu Homo sapiens fossilis și Homo sapiens sapiens. Ultimii indivizi ar fi fost nimiciți acum 70.000 de ani de erupția supervulcanului Toba. Primele fosile de Homo erectus au fost descoperite de către un medic olandez, Eugene Dubois, în 1891, pe insula indoneziană Java. O altă descoperire importantă a fost cea al Omului de la Pekin.

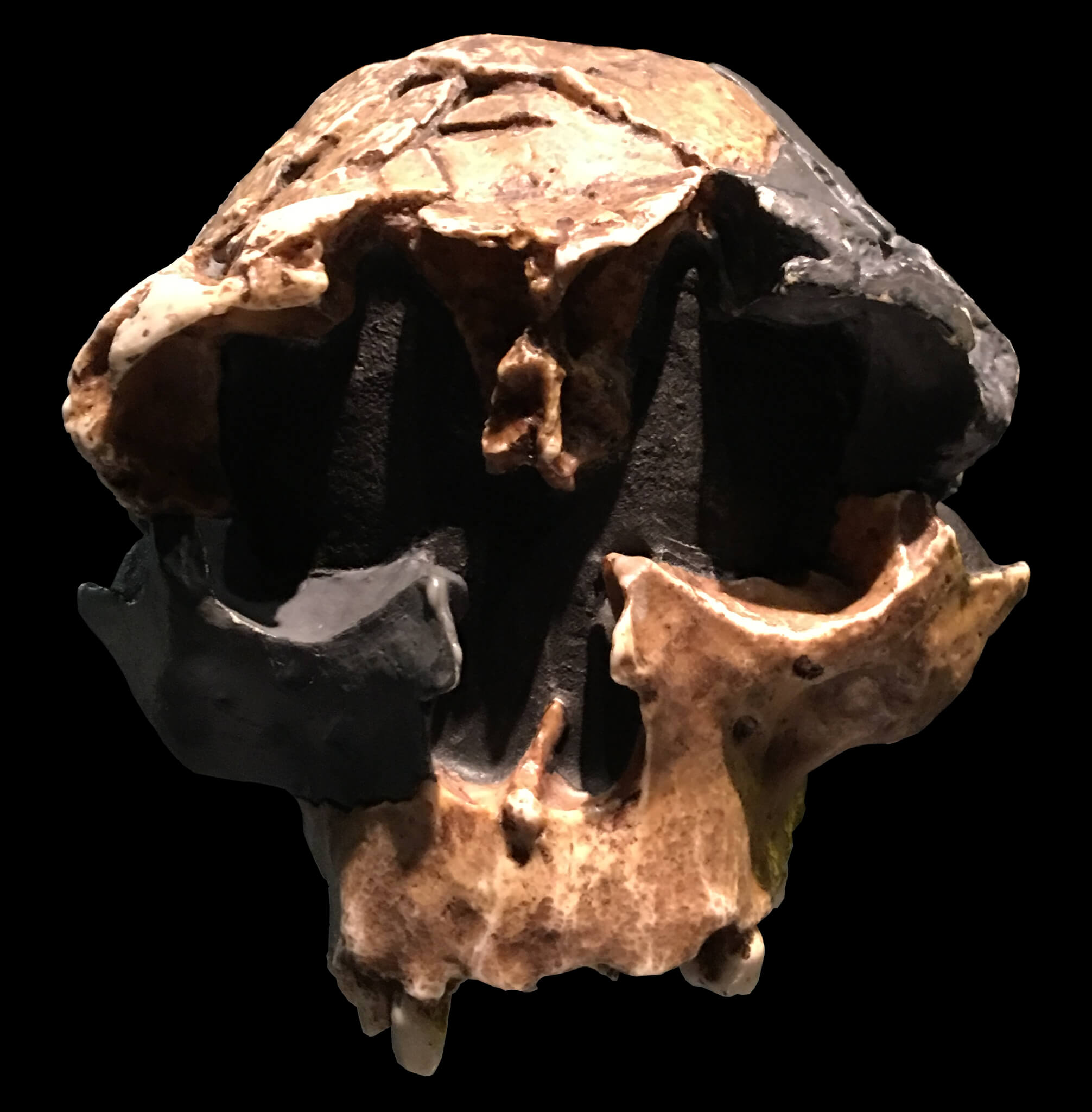
Homo antecessor

- Homo ergaster  este văzut ca o subspecie a lui Homo erectus. Spre deosebire de Homo erectus, avea chipul mai mic și mai drept, cutia craniană mai subțire, dar capacitatea craniană mai mare.

- Homo cepranensis  este reprezentat prin singurul craniu descoperit în Italia și este estimat ca trăind în urmă cu aproximativ 800.000 de ani.

- Homo antecessor este cunoscut după  fosilele descoperite în Spania și Anglia, care datează de 1.2 milioane-500 000 de ani.

- Homo heidelbergensis este o specie dispărută din genul Homo, despre care se crede că ar fi strămoșul Omului de Neanderthal din Europa. Rămășițe ale Homo Heidelbergensis au fost găsite pentru prima dată la Mauer, lângă Heidelberg, în Germania, ulterior, găsindu-se și alte fosile la Arago, în Franța și la Petralona, în Grecia. Cele mai vechi fosile ale Homo heidelbergensis sunt considerate ca având o vechime de 400.000 - 500.000 de ani.

- Homo rhodesiensis: osemintele sale sunt estimate ca având o vechime de cca 300,000-125,000 de ani. Cei mai mulți cercetători plasează Omul  Rhodesian  în cadrul grupului  Homo Heidelbergensis, deși au fost propuse alte denumiri, cum ar fi  Homo sapiens arhaic și Homo sapiens rhodesiensis. În februarie 2006 a fost găsită o fosilă, craniul Gawis, ceea ce ar putea fi, eventual, o specie intermediară între Homo erectus și Homo sapiens. Craniul de la Gawis din Etiopia datează de  500,000-250,000 de ani.

### Supraviețuitorii

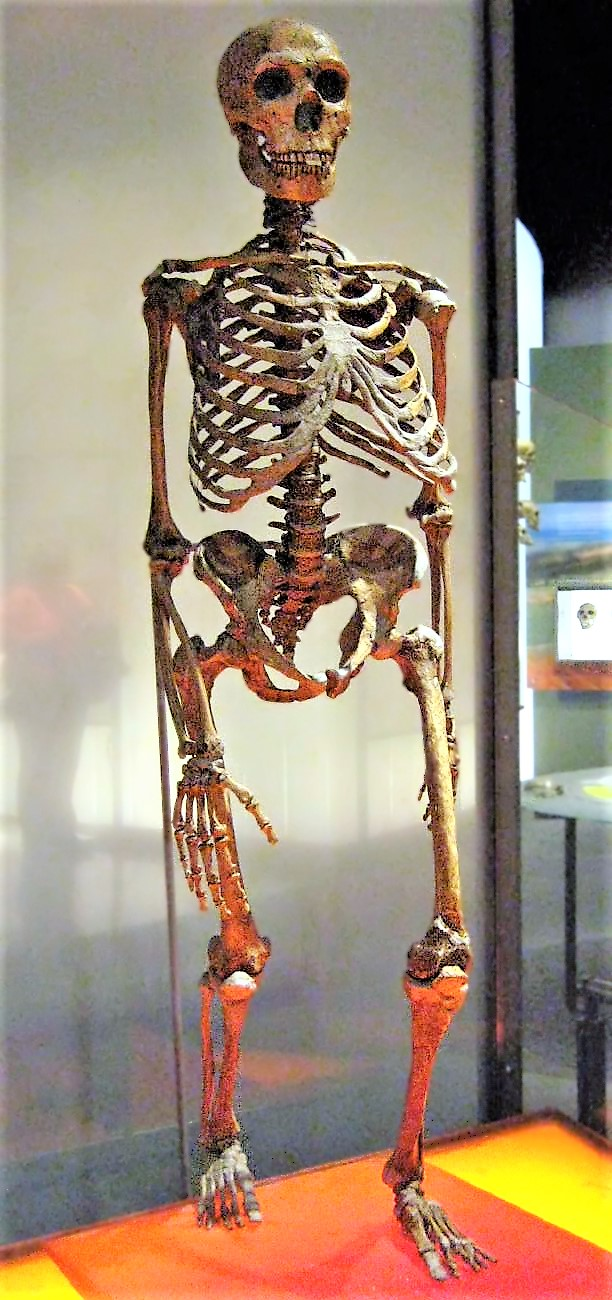
Neanderthalensis

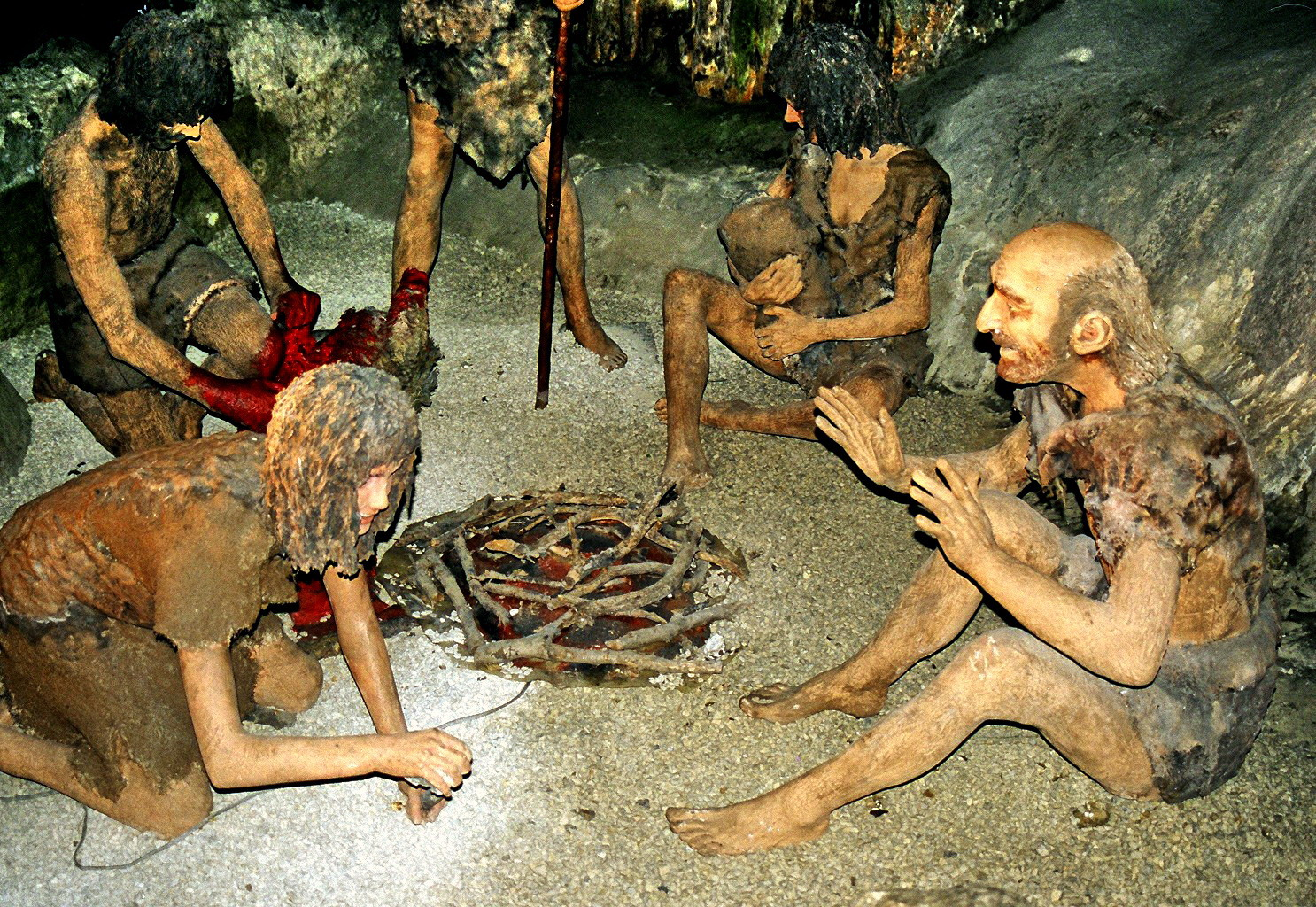
Neanderthal

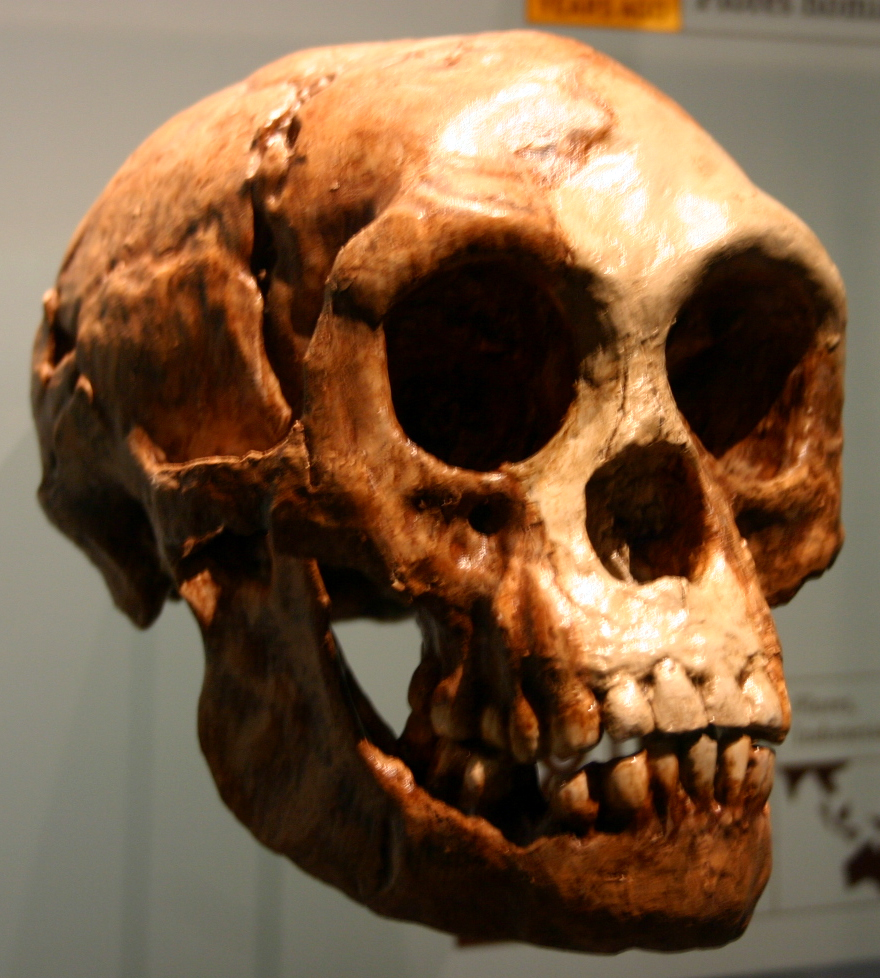
Homo floresiensis

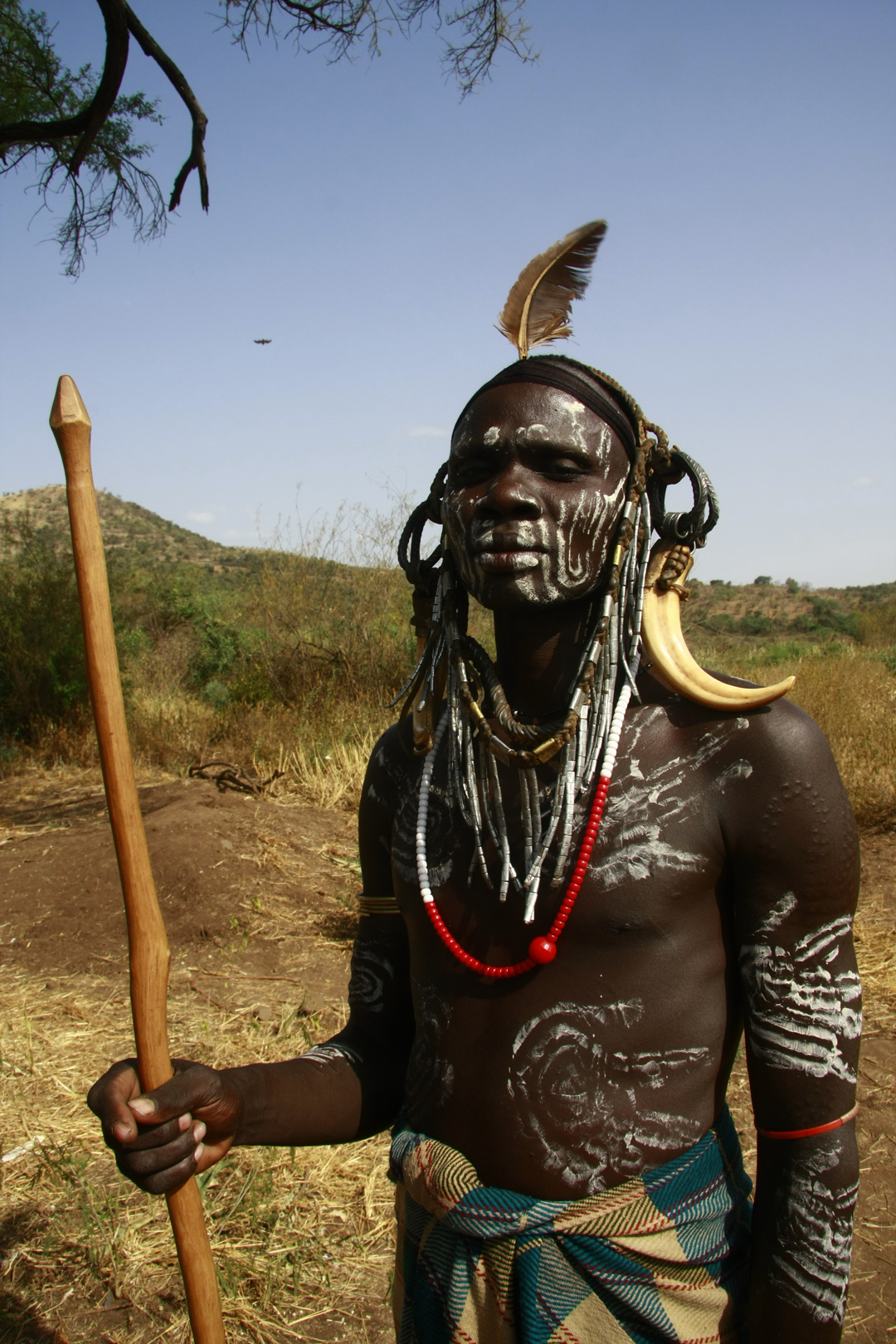
Vânător Homo Sapiens din Etiopia

- Homo sapiens fossilis (Homo neanderthalensis) [25]  a trăit acum 230.000-29.000 de ani, iar perioada sa este marcată de  fluctuații climatice destul de puternice, în primul rând, de glaciațiunea Würm. Climatul glaciar pare să fi influențat o serie de atribute biologice, dar și șansele de supraviețuire ale speciei. Varianta clasică de Homo fossilis, cea europeană (neanderthalienii), reprezintă o adaptare specială la un climat periglaciar. Din Homo erectus evoluează o specie nouă, Homo sapiens, care tinde să se specializeze anatomic și în funcție de condițiile climatice, un fenomen prezent și la nivelul populațiilor actuale. Locul de apariție a noului tip de umanitate pare să fie tot Africa de Est, de unde noile grupe se extind spre Orientul Apropiat, Asia și Europa, iar mai apoi, cândva între 60.000 și 20.000 î.e.n., pătrund între cele două Americi, simultan cu ocuparea Australiei. Pacificul va fi colonizat mult mai târziu, în mileniile I și II ale erei noastre. Mecanismul propriu-zis de apariție a noului tip uman este încă dezbătut, dar ipoteza care pare să ofere o soluție este cea intitulată “prima Evă”. Conform acestei ipoteze, noul tip de umanitate a apărut ca un grup restrâns de femei înrudite și care au transmis – numai pe linie feminină – noile trăsături genetice. Aceasta ar explica și lunga supraviețuire a lui Homo erectus și lunga perioadă de contemporaneitate dintre cele două tipuri umane. La nivelul evoluțiilor culturale apar câteva elemente semnificative. În primul rând, apariția diversității culturale – la nivelul uneltelor, apar cele 5 tipuri de tradiții industriale musteriene (clasic, de tip Ferrassie, de tip Quina, de tip Levallois, cu denticulate), care delimitează o serie de “provincii” culturale. Elementul important îl reprezintă complexitatea debitajului de tip Levallois, care presupune o foarte mare doză de gândire abstractă și de planificare. În plus, există dovezi din ce în ce mai clare pentru utilizarea ocrului  și primele elemente de artă. Creșterea varianței culturale reprezintă și trecerea la adaptarea pe baze culturale la mediu și la resurse. Continuă evoluția specializării habitatului (distincția dintre așezări principale și halte de vânătoare este mult mai clară, apar mai multe vetre în așezări, peșterile încep să fie utilizate cu regularitate). Acum apar și dovezi clare de cult al morților (la Teshik-Tash, Monte-Circeo – cu occipital lărgit, La Ferrasssie); continuă să apară dovezi de canibalism (Monte-Circeo, Hortus, Krapina). Un mare procentaj din creierul lui Homo neanderthalensis era folosit pentru vedere și controlul corpurilor masive, rămânând o zonă redusă pentru gândire și interacțiunile sociale.

Neanderthalienii, deși erau destul de bine adaptați la mediul glaciar instalat în Europa, au dispărut din cauze încă incerte. Pierderea plantelor în urma glaciațiunii ar fi afectat populațiile de mari mamifere, precum mamuții, care erau principala sursă de hrană a Neanderthalienilor. Neanderthalienii au fost înlocuiți acum 30.000 de ani de oamenii moderni.  Oamenii moderni ar fi supraviețuit dezastrului ecologic întrucât mare parte din ei trăiau în Africa, care nu a fost afectată.
- Homo floresiensis:o nouă specie umană, descoperită în anul 2003, în peștera Liang Bua din Insula Flores din Filipine. Deși, anterior, fuseseră descoperite diferite oseminte ale acestei specii, doar descoperirea din 2003 a unui schelet aproape intact a permis evaluarea corectă a statutului în arborele evolutiv al genului Homo. Scheletul descoperit a fost datat ca având aproximativ 18.000 de ani, fiind contemporan cu omul de astăzi, care popula restul lumii. A fost poreclit Hobbit pentru dimensiunile sale mici  [27], rezultate de pe urma unui  nanism insular.  Unii oameni de știință susțin că Homo floresiensis a fost o versiune a speciei umane moderne  cu nanism patologic. Această ipoteză este susținută deoarece unii  oamenii moderni, care trăiesc pe insule ca Flores, insula unde a fost găsit scheletul, sunt pigmei.

- Homo sapiens sapiens recens  a apărut acum 200.000 de ani. A pătruns în Europa acum 40.000 de ani. Originile sale sunt plasate în Orientul Apropiat (Qafzeh, Tabun, Skhul etc.). Evoluția în timp a oamenilor moderni este cea care duce la  apariția raselor moderne – un fenomen relativ recent, poate chiar de la sfârșitul paleoliticului și reprezentând ultima formă de adaptare biologică a ființei umane la mediu. La nivel anatomic sunt înregistrate  evoluții în parte paralele ale diferitelor tipuri; în general, au talie mare (Cro-Magnon = 1,80 m, Grimaldi = 1,80 - 1,95 m) sau mică (Combe-Capelle = 1,63 m, Chancelade = 1,60 m), dar în ambele cazuri capacitatea craniană este mare (Cro-Magnon = 1600 cm3, Chancelade = 1710 cm3). Principalele achiziții culturale au fost la  nivel tehnologic:  diversificarea tradițiilor tehnologice și a tipologiilor; de la nivelul paleoliticului superior, evoluția uneltelor începe să fie în bună măsură regionalizată. Alături de utilajul litic, capătă o pondere deosebită utilajul din os și corn sau fildeș; din aceste  materiale (foarte probabil utilizate și înainte, dar în proporție mai mică) se produc unelte mai eficiente (de tipul harpoanelor, al vârfurilor de suliță). Dar poate ceea ce este mai important este faptul că apare prima unealtă care multiplică forța umană –propulsorul. Acesta, practic, mărește distanța loviturii eficace de suliță, ceea ce se traduce într-o vânătoare mai eficientă. La nivel cultural, principala achiziție este arta.

În paleoliticul mijlociu, acum 200.000 de ani, omul modern (Homo sapiens) luase pe deplin formã. Laringele coboară, oamenii având, astfel, posibilitatea de-a scoate sunete mai complexe, ceea ce a favorizat dezvoltarea limbajului articulat. Informațiile puteau fi, astfel, împărtășite între indivizi și peste generații. Oamenii au câștigat, astfel, un avantaj hotărâtor asupra oricărei creaturi de pe planetă. Făcând schimb de informații, oamenii puteau să nu mai depindă de propria experiență, ci puteau să se folosească de experiențele personale ale celorlalți, putând comunica verbal cele mai diverse sentimente, dorințe și nevoi. Ca specie, oamenii devin exponențial mai inteligenți. Odată cu apariția limbajului, oamenii practică muzica, arta și, de asemenea, acel mod specific de înhumare al celor decedați. Apariția ritualului funerar dovedește capacitatea de a prevedea – mormântul ascunzând trupul în descompunere – și o înțelegere superioară a conceptului de moarte. Acum 100.000 de ani, având membre superioare agile, un mers biped, stăpânind focul și comunicând, cu un creier dezvoltat și unelte primitive, oamenii s-au putut deplasa dincolo de continentul african. Acum 80-60 de milenii, oamenii s-au răspândit din Africa de Est în aproape toată Africa, apoi spre Orientul Apropiat și, mai departe, către Asia și regiunea Australiei de azi, spre nord ajungând în Europa, iar spre est în Asia Centrală, cu 40 de milenii în urmă, și, în sfârșit. spre cele două Americi, acum 30 de milenii. Tot acum 40 de milenii este considerată ca fiind datată apariția paleoliticului superior, caracterizat prin acea cultură superioară. Expansiunea către America de Nord și Oceania a avut loc în cea mai recentă glaciație de acum 40-50 mii de ani, mai ales în perioada de apogeu a acesteia, când condițiile de viață din zonele din emisfera nordică, pe care astăzi le numim temperate, erau extrem de nefavorabile. Lipsa hranei în timpul glaciațiunii a dus, de multe ori, la acte de canibalism.
Timp de 10-15 mii de ani, două specii și-au disputat supremația, conviețuind în Europa: Homo sapiens și Homo neanderthalensis. Oamenii de Neanderthal erau evoluati cultural, la fel de inteligenți ca și oamenii de Cro-Magnon, capabili de realizări artistice și tehnologice. Practicau rituri funerare complexe, dețineau arme primitive și tehnici cu care puteau vâna animale mari ca mamutul lânos și își construiau colibe din oase de mamut. Dar erau organizați în grupuri mai mici în favoarea oamenilor moderni care aveau un sistem de comunicare mai complex și care erau mult mai bine organizați și adaptabili. Oamenii de Neanderthal au dispărut acum 30.000 de ani, fie datorită glaciațiunii, fie datorită încrucișării cu oamenii moderni. În timp, oamenii din specia Homo Sapiens au început să-și confecționeze haine din blănuri de animale cusute cu ace din os pentru a se încălzi în peșterile reci și au domesticit anumiți lupi ce au fost strămoșii câinilor de azi. Lupul, care a fost unul dintre inamicii erei glaciare, avea să devină cel mai bun prieten al omului, pe care îl va sprijini la vânătoare. 
Având nevoia de a se exprima și a lăsa urme ale trecerii lor, oamenii preistorici și-au transpus viețile lor de vânători și obiceiurile pe pereții peșterilor prin picturi rupestre. Picturile rupestre înfățișând animale asociate cu simboluri magice (pentru a cinsti spiritele lor), precum și scene de vânătoare ce reproduceau amprentele suflate cu pigmenți extrași din plante peste mâna lipită de perete, reprezentau, pentru oamenii timpurii, un mod pentru a-și exprima identitatea ca primă formă de individualism, constituind un salt intelectual și cultural uluitor.
La sfârșitul acestei glaciații, odată cu dispariția mamiferelor mari ca mamuții, acum 12.000 de ani, oamenii au colonizat aproape toate regiunile neînghețate ale globului. Oamenii din această perioadă își ornamentau corpul cu diverse obiecte (podoabe) pentru a-și îmbunătăți înfățișarea. Grupurile sociale erau, în general, mici și egalitariste, totuși, în acelea caracterizate prin abundență de resurse și tehnici avansate de stocare a alimentelor, s-a dezvoltat un stil de viață sedentar, cu structuri sociale complexe, cu ierarhizare și în care erau posibile contactele la distanțe mari, ca în cazul aborigenilor australieni. În acea vreme, abia dacă erau câteva zeci de mii de oameni pe planetă.
|  |

| Specia                    | Perioada (milioane) | Locul                                        | Înălțimea    | Greutatea   | Capacitate craniană | Fosile găsite   | Descoperire |
| ------------------------- | ------------------- | -------------------------------------------- | ------------ | ----------- | ------------------- | --------------- | ----------- |
| Homo habilis              | 2,1 – 1,5           | Africa                                       | 150 cm       | 33 – 55 kg  | 510-660             | Multe exemplare | 1960/1964   |
| Homo erectus              | 1,9 – 0,7           | Africa, Eurasia (Java, China, India, Caucaz) | 180 cm       | 60 kg       | 850 – 1.100         | Multe exemplare | 1891/1892   |
| Homo gautengensis         | 1,9 – 0,6           | Africa de Sud                                | 100 cm       |             |                     | 1 individ       | 2010/2010   |
| Homo rudolfensis          | 1,9                 | Kenya                                        |              |             | 700                 | 2 site-uri      | 1972/1986   |
| Homo ergaster             | 1,8 – 1,3           | Estul și Sudul Africii                       | 190 cm       |             | 700–850             | Multe exemplare | 1975        |
| Homo antecessor           | 1,2 –0,8            | Spania                                       | 175 cm       | 90 kg       | 1,000               | 2 site-uri      | 1997        |
| Homo cepranensis          | 0,9 – 0,35          | Italia                                       |              |             | 1,000               | un craniu       | 1994/2003   |
| Homo heidelbergensis      | 0,6 – 0,035         | Europa, Africa, China                        | 180 cm       | 90 kg       | 1,100–1,400         | Multe exemplare | 1908        |
| Homo neanderthalensis     | 0,35 – 0,03         | Europa, Vestul Asiei                         | 170 cm       | 55 – 70 kg  | 1,200–1,900         | Multe exemplare | (1829)/1864 |
| Homo rhodesiensis         | 0,3 – 0,12          | Zambia                                       |              |             | 1,300               | Putini          | 1921        |
| Homo sapiens              | 0,2 – prezent       | Peste tot                                    | 150 – 190 cm | 50 – 100 kg | 950–1,800           | Încă trăiește   | —/1758      |
| Homo floresiensis         | 0,1 – 0,12          | Indonezia                                    | 100 cm       | 25 kg       | 400                 | 7 indivizi      | 2003/2004   |
| Omul de Denisova          | 0,04                | Rusia                                        |              |             |                     | 1 site          | 2010        |
| Oamenii roșii ai peșterii | 0,0145 – 0,0115     | China                                        |              |             |                     | Puțini          | 2012        |

## Unelte, arme și ocupații

### Epoca pietrei
Paleoliticul (epoca pietrei, din greacă: palaios = vechi și lithos = piatră) este prima și cea mai lungă perioadă a preistoriei și a istoriei universale, în general, perioada în care a avut loc procesul însuși al antropogenezei și al sociogenezei. Paleoliticul este epoca primelor societăți, de culegători și vânători, organizați în „bande” sau „cete”, caracterizate prin mobilitate. Paleoliticul poate fi împărțit în diferite moduri:

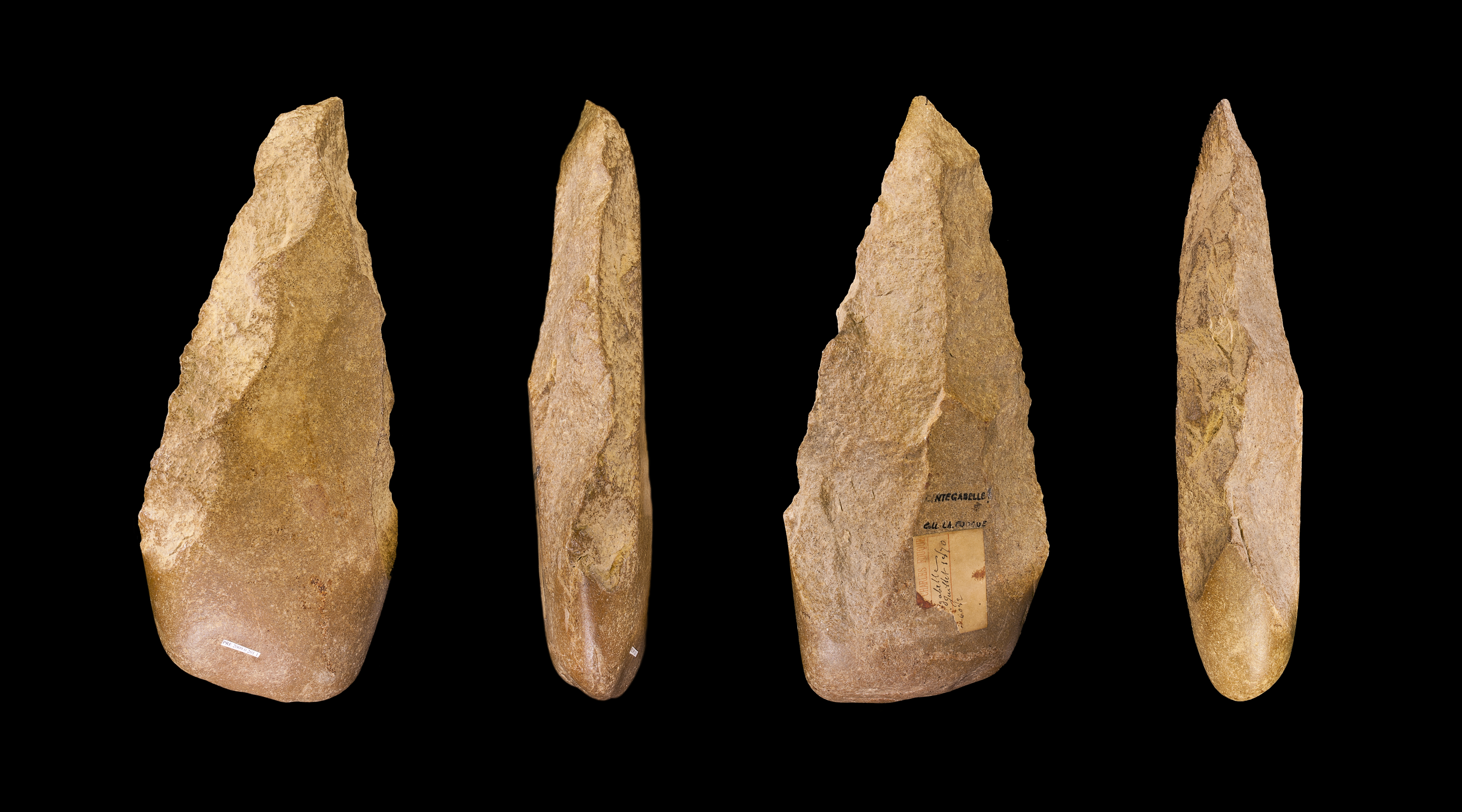

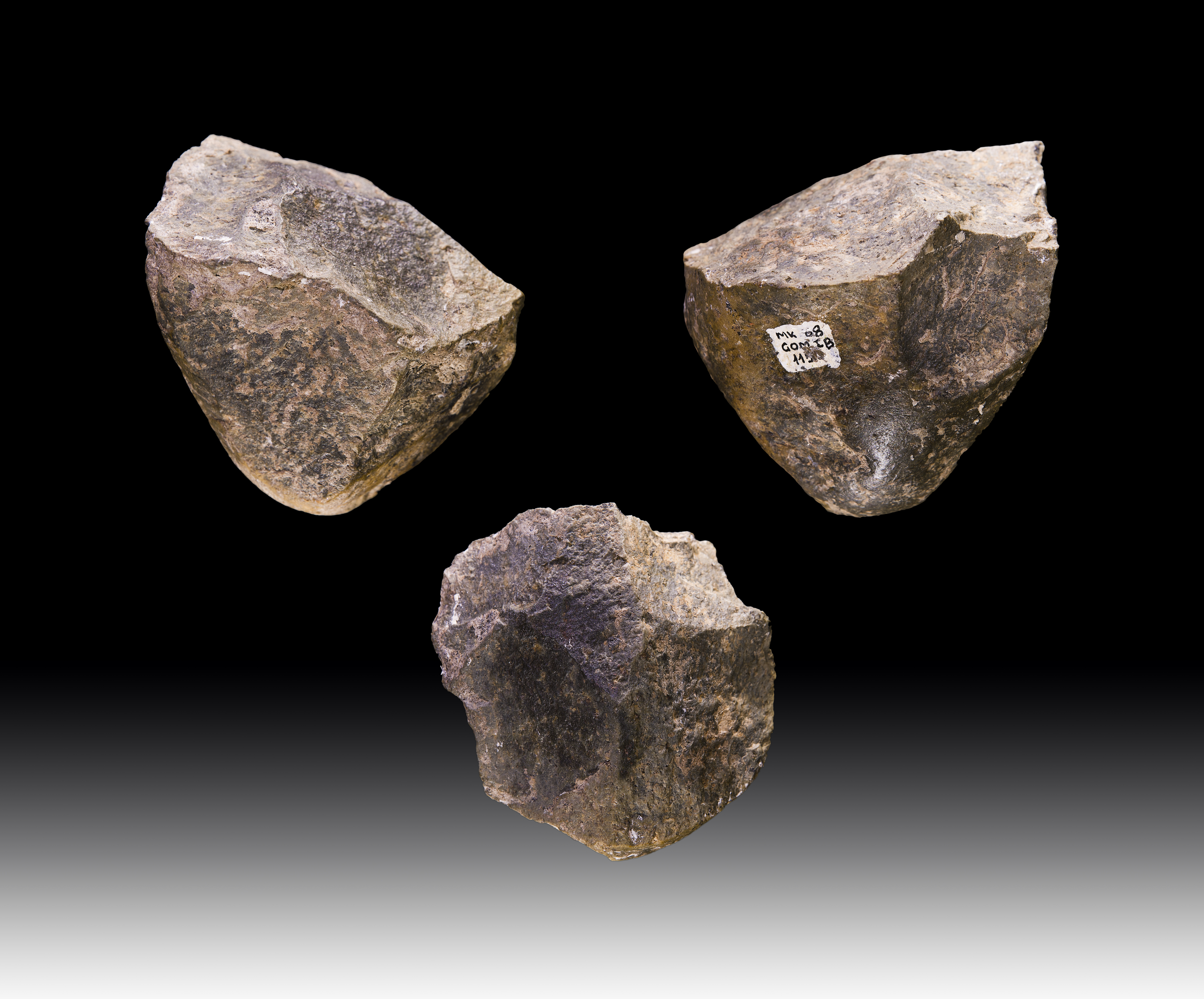

- Protopaleoliticul: epoca Australopitecinelor și a lui Homo habilis, precum și a primilor reprezentanți ai lui Homo erectus. Este epoca „leagănului african”: vestigiile certe, antropologice și arheologice cunoscute provin numai de pe teritoriul Africii. Protopaleoliticul corespunde sfârșitului  Terțiarului și începutului Cuaternarului, perioadei cuprinse între glaciațiunea Biber și glaciațiunea Günz (aproximativ 4,5 milioane de ani –800.000  ).  Primele unelte de piatră cioplită sunt considerate creația lui Homo habilis: galete de râu amenajate prin desprinderea unor așchii, pe o singură față sau pe ambele fețe, realizându-se, astfel, așa-numiții cioplitori unifaciali sau bifaciali (chopper, chopping-tool). Asemenea unelte au fost descoperite, pentru prima dată, în stratul I al sitului de la Olduvai (Tanzania), iar cultura, definită pe baza lor, este numită „Oldovayan” sau cultura de prund (pebble culture). S-a apreciat, inițial, pe baza  descoperirilor de la Olduvai, că această cultură are o vechime de circa 1,8 milioane de ani. Ulterior, au ieșit la iveală (la Malawi, Koobi Fora și alte situri) vestigii și mai vechi, în asociere cu cele mai timpurii fosile de Homo rudolfensis, datate între 2,4 – 1,6 milioane de ani.

- Paleoliticul inferior este socotit, în general, ca epoca lui Homo erectus, răspândit în afara „leagănului african”, în toate regiunile locuibile atunci ale Lumii Vechi,  în Eurasia, de la Atlantic până la Pacific. Raportat la geocronologie, paleoliticul inferior corespunde, în mare, Pleistocenului mijlociu, respectiv intervalului cuprins între interglaciațiunea Günz-Mindel și glaciațiunea Riss, inclusiv (cca. 800.000-120.000). Condițiile părăsirii „paradisului” african și migrarea mai spre nord a lui Homo erectus comportă adaptarea omului la un mediu natural mai puțin primitor, cu un climat mai sever, adaptare realizată, înainte de toate, prin cultură: folosirea focului, îmbrăcăminte adecvată, diversificarea utilajului litic, creșterea importanței vânătorii (mai ales în anotimpul rece, când hrana vegetală lipsește sau se împuținează). În această vreme, alături de supraviețuirea uneltelor caracteristice culturii de prund, sunt atestate două tipuri de unelte: „de miez” (lucrate pe miez, precum toporașele de mână) și „de așchii” (unelte de forme variate, lucrate pe așchii, desprinse de pe miez).  Pe lângă uneltele și armele de piatră, sunt atestate și unele arme de aruncat la distanță, cum sunt sulițele de lemn cu vârful întărit în foc, descoperite la Lehringen (Germania) și Clacton on Sea. Fără îndoială, una dintre cele mai importante realizări ale omului paleoliticului inferior a fost folosirea focului (luat din natură). Focul care înseamna lumină și căldură, a permis ocuparea peșterilor și amenajarea primelor locuințe, a schimbat radical regimul alimentar și a deschis calea spre noi tehnologii în prelucrarea uneltelor. Nu pot fi neglijate nici consecințele asupra colectivelor umane: grija permanentă pentru întreținerea focului a contribuit la întărirea coeziunii comunităților din paleoliticul inferior.

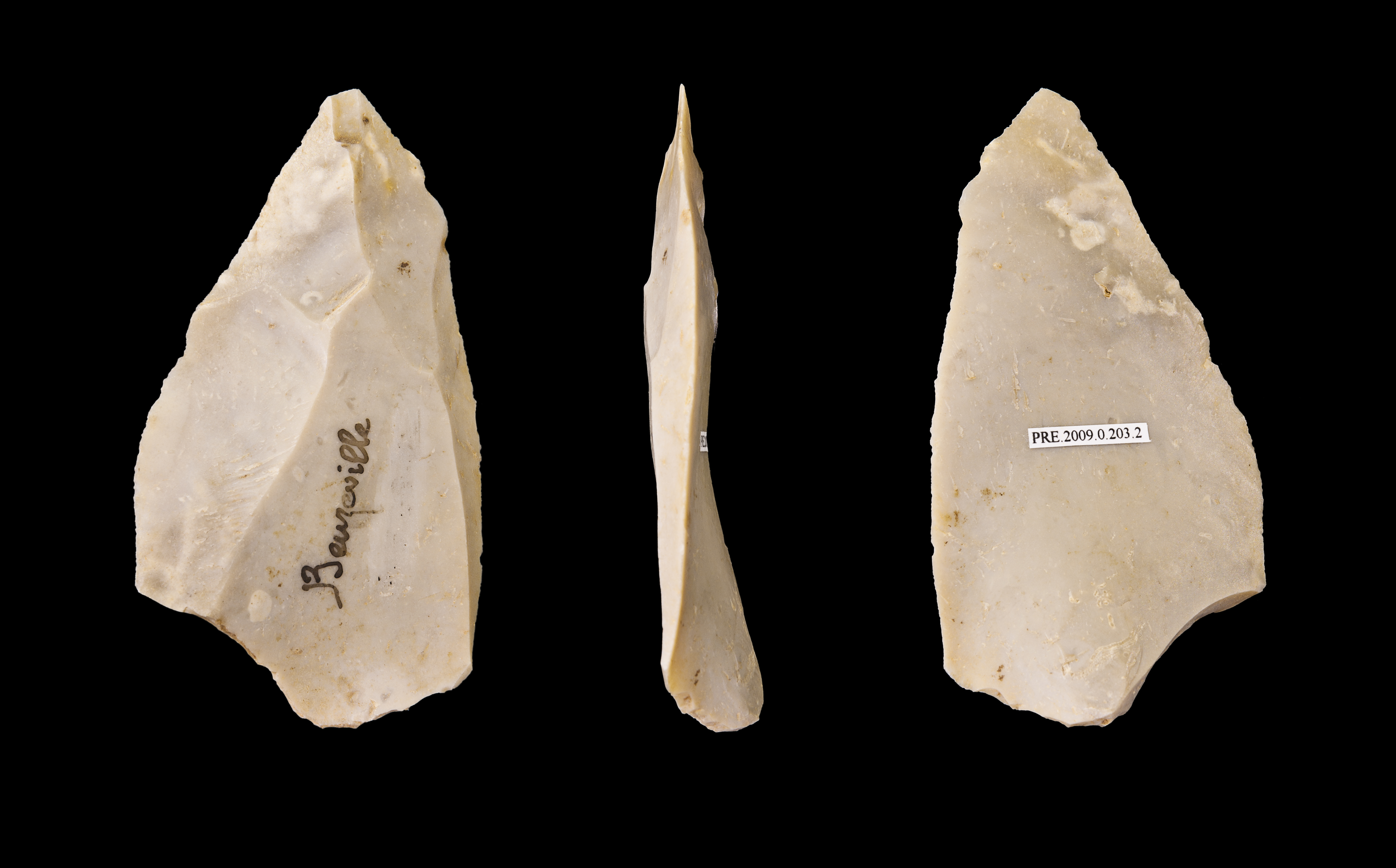

- Paleoliticul mijlociu a fost considerat, tradițional, ca epoca omului de Neanderthal (cel puțin în Europa). Paleoliticul mijlociu debutează într-o perioadă cu climă caldă ca să se încheie într-o perioadă glaciară. Cultura caracteristică a paleoliticului mijlociu este mousterianul (după peștera Le Moustier din Franța). Uneltele sunt lucrate, în cea mai mare parte, pe așchii. Sunt specifice epocii vârfurile de mână triunghiulare și răzuitoarele în forma literei D. Apar primele lame grosolane, cu retușe, anunțând o tehnică ce va fi desăvârșită în paleoliticul superior. O realizare „revoluționară” a epocii este inventarea producerii focului, probabil, prin percuție. În procurarea hranei, rolul principal îl are vânătoarea. În ceea ce privește amenajarea spațiului locuit, se poate vorbi, pe de o parte, de generalizarea folosirii peșterilor ca loc de sălășluire, iar pe de altă parte, de construirea unor colibe și în aer liber, din oasele și pieile animalelor vânate. Este foarte probabil că apar anumite elemente care vor caracteriza societatea gentilică. Printre acestea, conștiința legăturii de rudenie este de cea mai mare importanță. Faptul că trupul celor decedați nu mai este abandonat, ci apar primele înmormântări intenționate, ar putea fi un indiciu în această privință. Înmormântările nu s-au făcut în spații speciale (cimitire) ci în incinta spațiului locuit (în peșteri, de obicei). Morții au fost așezați în poziție chircită și presărați cu ocru roșu. Se pare că în unele morminte, alături de cei decedați, au fost depuse și diferite obiecte (unelte, podoabe). După părerea unor specialiști, aceste practici pot fi puse în legătură cu credința în viața de apoi. În orice caz, prin înmormântarea în incinta spațiului locuit, cei decedați/trecuți pe lumea cealaltă sunt menținuți, în continuare, în sânul comunității, ceea ce trădează o schimbare de mentalitate cu privire la raporturile interumane și intracomunitare.

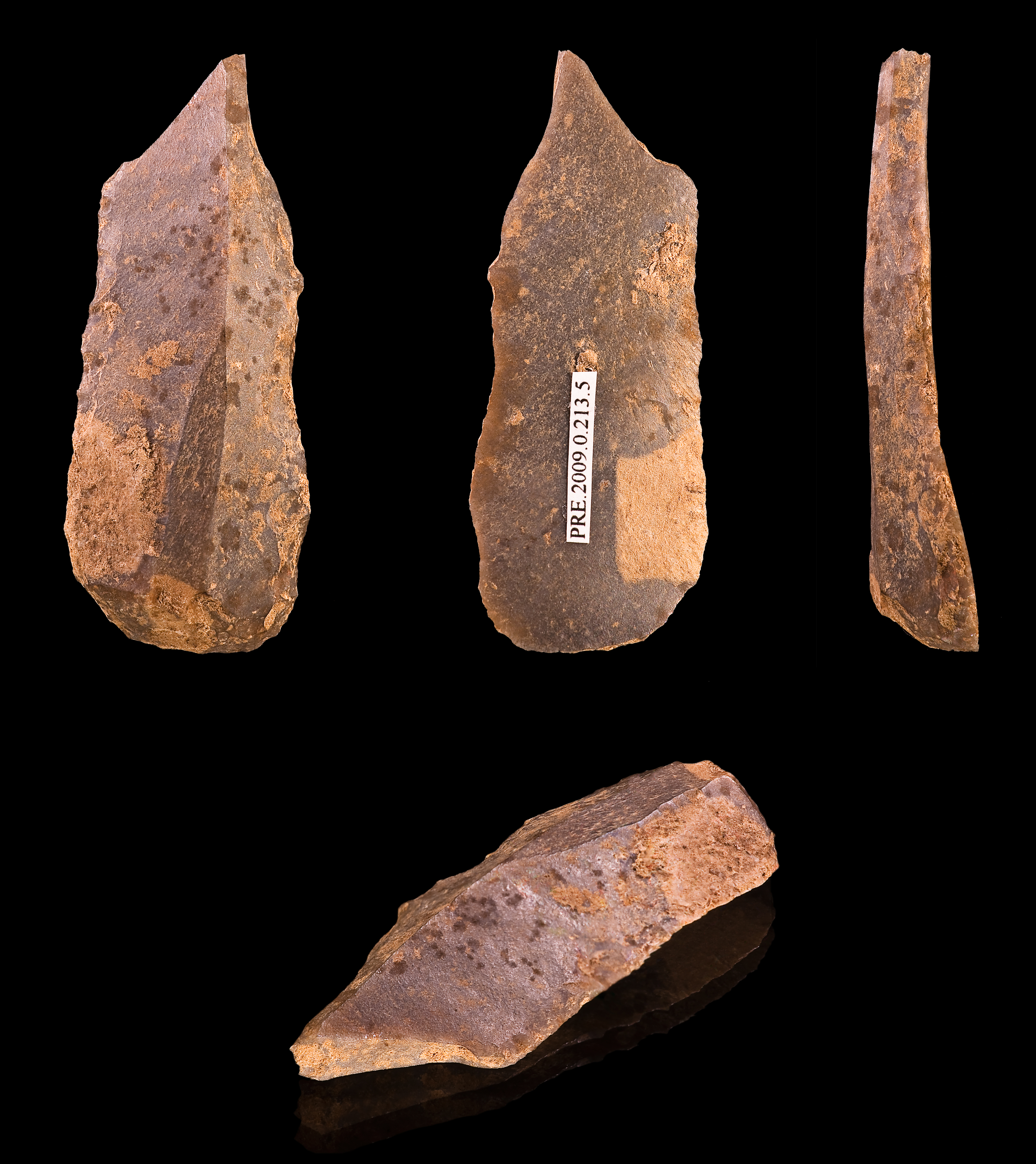

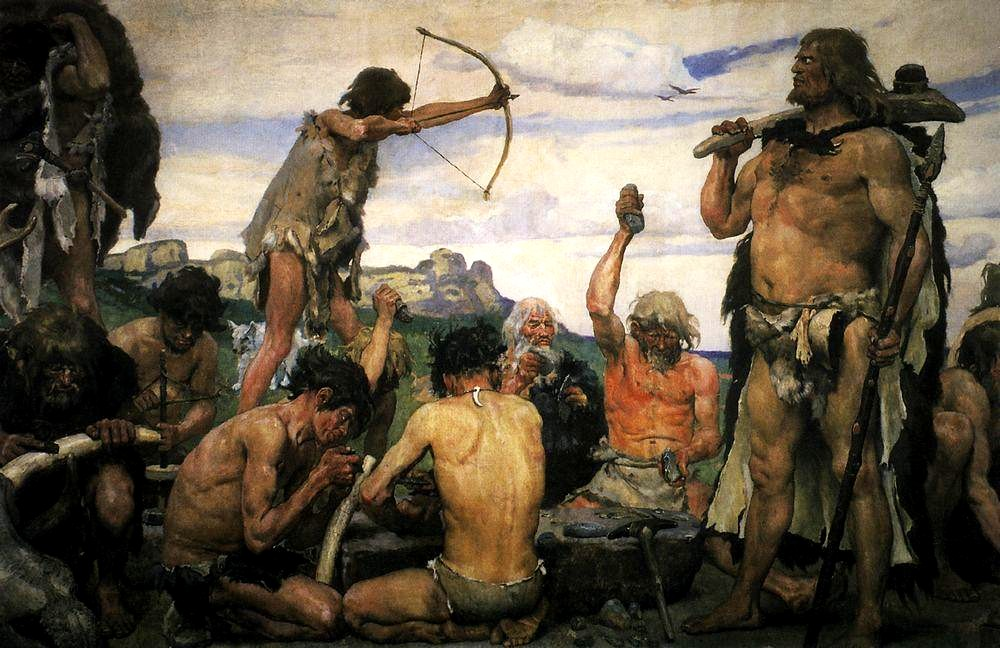

- Paleoliticul superior este epoca în care, prin apariția omului modern și dispariția definitivă a unor forme inferioare, se încheie lungul proces al antropogenezei. De acum înainte, singurul reprezentant al genului Homo este Homo sapiens sapiens, care populează tot globul, inclusiv Australia, Oceania și continentul american. Paleoliticul superior corespunde sfârșitului Pleistocenului (începând cu interstadiul Würm I-II și până la stadiul Würm IV, inclusiv, cca. 30.000-10.000). În prelucrarea uneltelor predomină tehnica lamelară. De pe un nucleu sunt desprinse, prin lovituri precise, aplicate cu un percutor, lame înguste și lungi din care, prin retăiere și retușare, se obțin diferite unelte: lame, răzuitoare, împungătoare, dăltițe, vârfuri de sulițe și de săgeți etc. Sunt unelte ușoare, prin care se realizează importante economii de materie primă, ceea ce asigură o mai mare independență față de sursele de silex, de exemplu. Prin inventarea uneltelor și armelor compuse (cum sunt, de pildă, sulițele și săgețile cu vârf de piatră sau os), ca și a propulsorului, care multiplică forța umană și mărește distanța de la care putea fi atacat animalul, crește eficiența vânătorii și siguranța vânătorilor. Pe lângă piatră este prelucrată acum pe scară largă și osul (inclusiv cornul și fildeșul), din care se confecționează vârfuri de suliță și de săgeată, propulsoare, harpoane, împungătoare, ace de cusut și de prins. La prelucrarea acestora este folosită și tehnica șlefuirii (care va fi aplicată în prelucrarea pietrei abia în neolitic). Principalele culturi poartă numele unor situri din Franța, unde au fost descoperite pentru prima dată (Châtelperron, Aurignac, Solutré, magdalenian de la peștera La Madeleine, etc.). Sursa principală în asigurarea existenței rămâne vânătoarea, în care sunt aplicate și metode noi, alături de cele deja cunoscute, cum ar fi hăituirea animalelor spre prăpăstii sau locuri mlăștinoase. După cum arată cercetările arheozoologice, în partea occidentală a Europei vânatul cel mai important a fost renul, iar în răsărit, mamutul, fără ca celelalte animale (calul și boul sălbatic, bizonul, căprioara etc.) să fie neglijate. Desigur, culesul și pescuitul rămân, în continuare, îndeletniciri importante. Sunt locuite, mai departe, peșterile și adăposturile sub stâncă (abri). În toată zona de loess a Europei și Siberiei sunt răspândite și locuințele artificiale: colibe construite din oasele și pielea animalelor, fixate la bază cu pietre. În afară de colibele construite la suprafața solului au fost descoperite (la Timonovka, pe Desna, în Ucraina, de pildă) și locuințe adâncite în pământ, locuite, după cât se pare, mai ales în anotimpul rece. Toate acestea sunt dovada unei mai mari stabilități a grupurilor umane, determinată de o mai eficientă exploatare a resurselor naturale, oferite de o anumită regiune. În ceea ce privește organizarea socială, se poate afirma că apar acum cele mai vechi forme ale societății gentilice (fără să avem dovezi pentru existența tuturor celor nouă criterii, stabilite de L.H.Morgan, în definirea ginții). Apartenența la gintă (clan) este determinată de înrudirea de sânge; rudele se consideră urmași ai unui strămoș comun, descendența fiind socotită, în general, pe linie maternă. Ginta este, prin urmare, un colectiv închis, relațiile între ginți se realizează prin exogamie – obligativitatea membrilor unei ginți să-și caute partener de căsătorie într-o altă gintă. Statutul partenerilor după căsătorie, ca și al copiilor (adică apartenența la ginta bărbatului sau a femeii) este o problemă mai complicată decât se crede, uneori, și poate îmbrăca forme multiple. Solidaritatea de grup a gintei, ca unitate de bază, socială și economică, este marcată, pe plan spiritual, prin totemism: credința că ginta descinde din ființa simbolizată de animalul, planta sau, mai rar, de obiectul ce reprezintă totemul ginții. Se admite, mai ales pe baza descoperirilor funerare, existența unei diferențieri sociale, în funcție de statut și prestigiu.

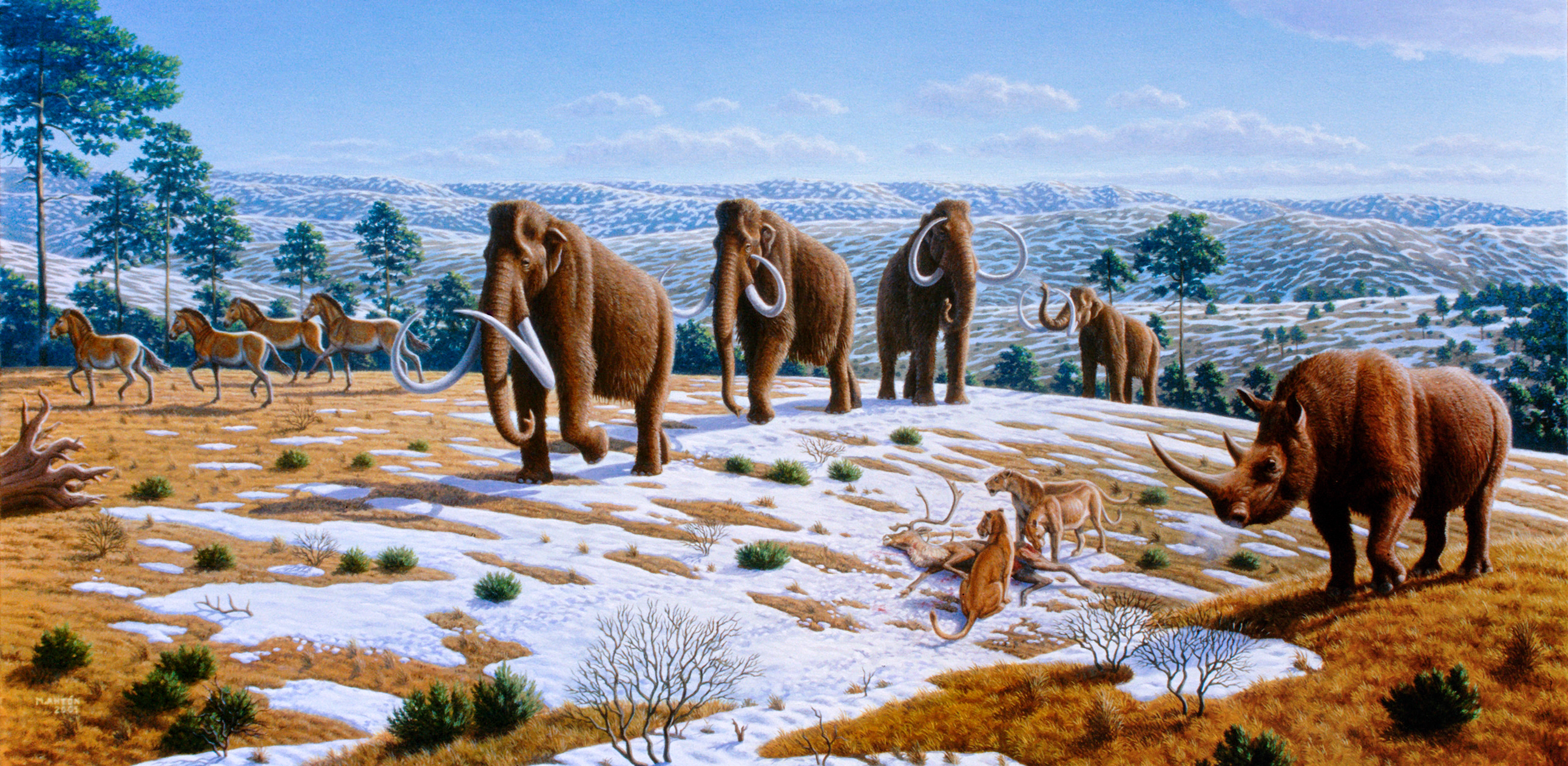

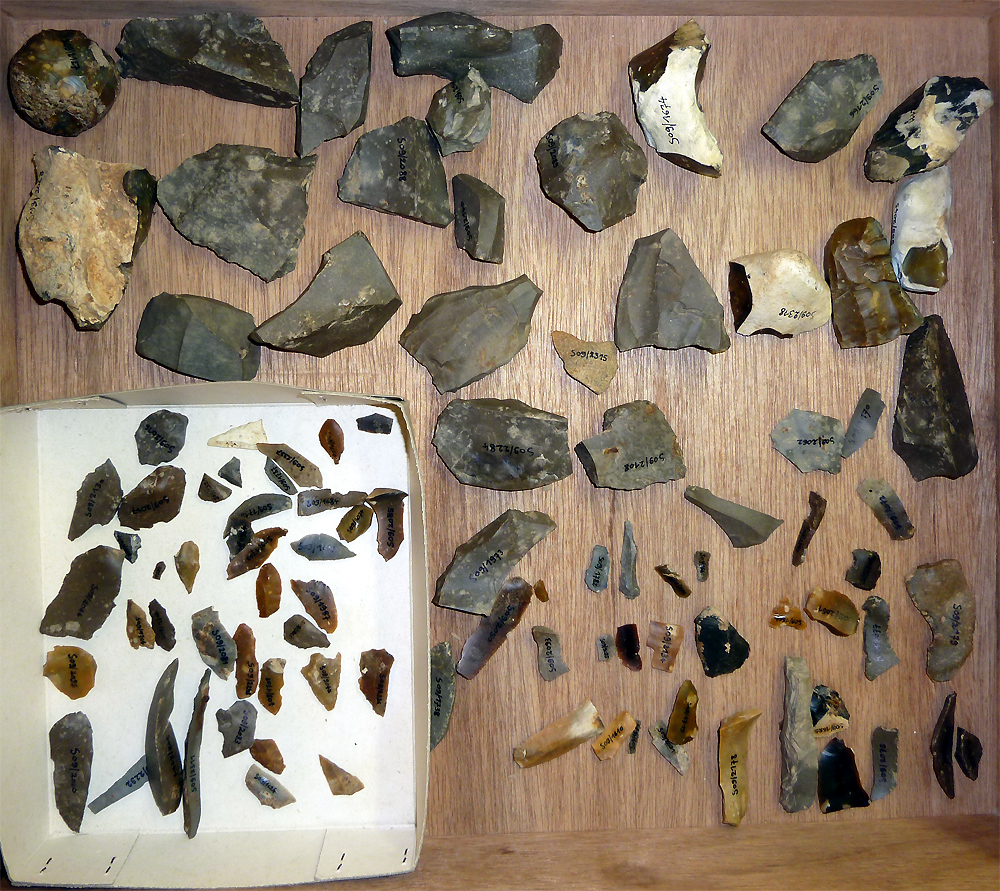

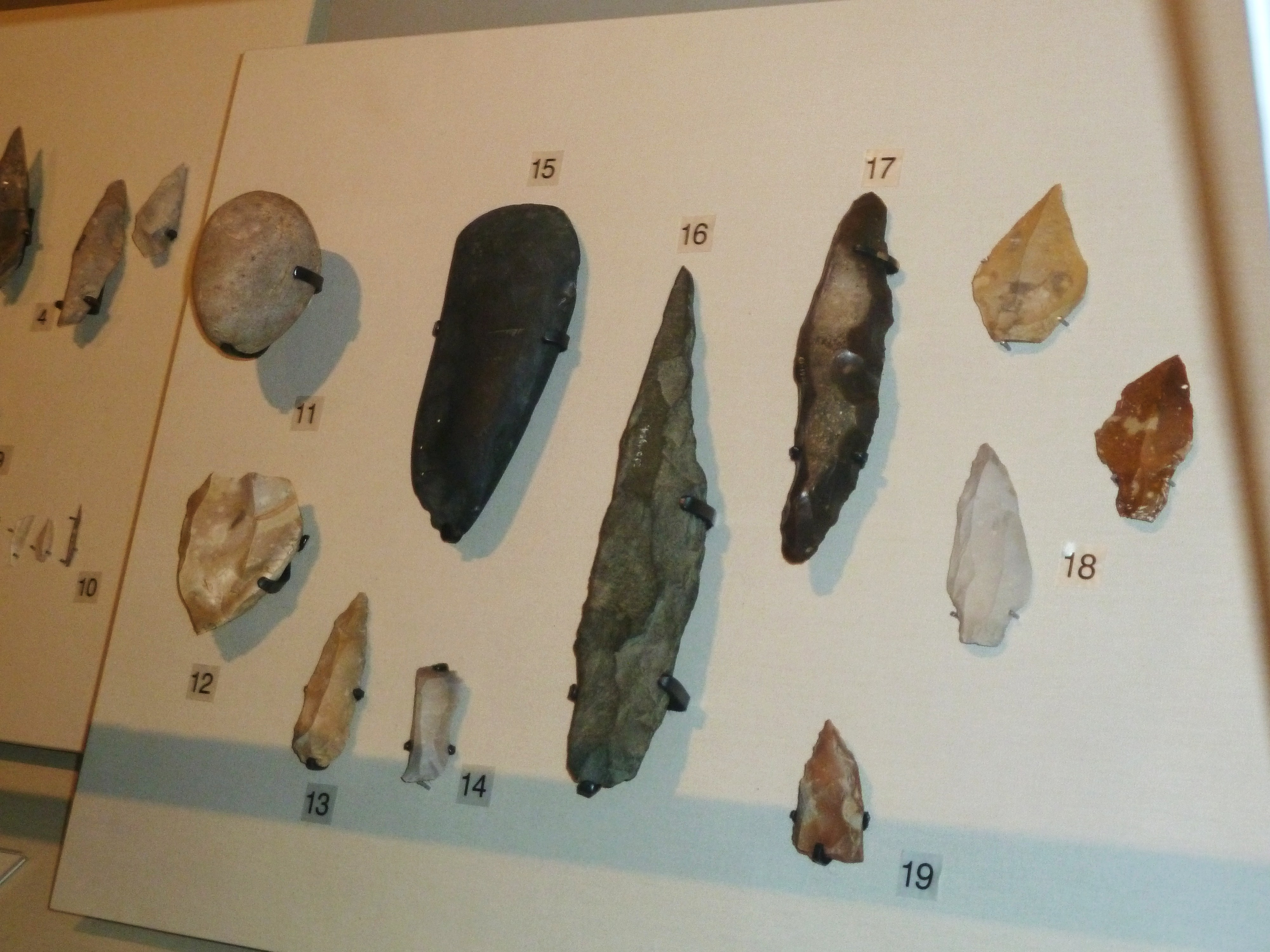

- Mezoliticul/Epipaleoliticul: Termenul de mezolitic (de la mesos = mijloc, mijlociu, și lithos = piatră, în  greacă) a fost creat de M.Rebout, în 1873, pentru a desemna o perioadă de tranziție tehnologică între metodele de prelucrare a pietrei, prin simpla așchiere în paleolitic și prin șlefuirea în neolitic, completând, astfel, divizarea în două perioade a epocii pietrei de către J.Lubbock (1865). Termenul de mezolitic implică ideea tranziției între economia vânătorilor și culegătorilor, a „prădătorilor”, pe de o parte, și economia agricultorilor, o nouă orientare în subzistență, spre producerea hranei, pe de altă parte. O asemenea tranziție poate fi bine observată în Orientul Apropiat. În Europa, în schimb, în ciuda introducerii unor inovații deloc de neglijat, vechiul mod de viață este continuat și în noile condiții ecologice de la începutul Holocenului, fiind de preferat folosirea aici, pentru perioada în discuție, a termenului de epipaleolitic, care subliniază ideea de continuitate în raport cu perioada anterioară. Raportat la geocronologie, mezoliticul/epipaleoliticul corespunde perioadei de încălzire treptată a climei, în tardglaciar și postglaciar, respectiv la începutul Holocenului. Între sudul Anatoliei și peninsula Sinai, populația trăia în mici așezări cu case rotunde, având fundamentul construit din pietre, iar pereții din împletituri lutuite. Unele case au dimensiuni considerabile, cu diametrul de până la 10 m. Uneltele caracteristice ale natufienilor sunt lamele și răzuitoarele cioplite, cele mai numeroase fiind așchiile de mici dimensiuni (numite microlite), prinse în mânere de lemn sau os, ca părți ale unor unelte compuse. Printre acestea se remarcă, în mod deosebit, secerile cu dinți de silex, în formă de semilună, prinse în rame de os, care, alături de numeroasele râșnițe și mojaruri, sunt dovada recoltării diferitelor cereale, a râșnirii boabelor și a folosirii lor în alimentație. Gropile cu pereții lutuiți, ca și bazinele mărginite cu pietre, descoperite în preajma locuințelor, sunt considerate ca locuri amenajate pentru depozitarea boabelor de cereale. În așezările natufiene nu au fost atestate resturi de plante cultivate sau de animale domestice (cu excepția câinelui). Este, deci, îndreptățită opinia potrivit căreia natufienii au recoltat, în mod organizat, lanurile de cereale sălbatice, pe care le-au supravegheat și protejat în cursul dezvoltării, până la coacerea recoltei. Scopul recoltării (care poate fi considerată ca o formă intensivă de cules) nu este consumul imediat, ca mai înainte, ci crearea de provizii. Prin aceste îndeletniciri, oamenii mezolitici au descoperit și au pus în valoare o nouă sursă de hrană, deschizând drumul spre un nou tip de economie și un nou mod de viață, cel al agricultorilor neolitici.

- Epipaleoliticul:Populațiile europene vor continua, și la începutul Holocenului, modul de viață vânător-culegător. Clima se încălzește, tundra se retrage și se extind pădurile. Vânatul esențial de altădată dispare definitiv (ca mamutul) sau se retrage spre nord și est (ca renul și calul). În locul lor se răspândesc animalele de climă temperată, adaptate vieții în zone păduroase (zimbrul, elanul, cerbul, căprioara, mistrețul etc.). Printre inovațiile populației culturilor epipaleolitice (Hamburgian,Swiderian, Maglemose, Erteböle, Campignian, Azilian, Tardenoisian etc.) pot fi menționate: crearea de piese microlitice (în formă de triunghi, trapez și semilună), prinse în mâner sau montate în unelte compuse; apariția toporului propriu-zis (cu coadă de lemn) și, nu în ultimul rând, inventarea arcului - care reprezintă primul mecanism de propulsie din istorie și care își va păstra importanța, ca armă de luptă și de vânătoare, până la inventarea prafului de pușcă, respectiv a armelor de foc. În transportul terestru și pe apă apar sania și schiurile, barca scobită dintr-un singur trunchi de copac (monoxila) sau construită dintr-un schelet de lemn și piei de animale sau scoarțe de copac. La pescuit, pe lângă undiță, sunt folosite vârșa și plasa. Este domesticit câinele  –un ajutor al omului la vânătoare. Așezările devin mai stabile și mai întinse. La Tannstock, în regiunea lacului Feder (Federsee) din sud-vestul Germaniei au fost descoperite peste 80 de colibe ușor adâncite în pământ, de formă ovală sau rotundă, cu vetre în interior. Dimensiunea mică a locuințelor (cu diametrul în jur de 3 m) arată că ele au fost destinate unor unități familiale mici (probabil părinți și copii). Populațiile epipaleolitice târzii (tardenoisienii, de pildă) au adoptat, se pare, la un moment dat, viața neolitică sau au fost absorbiți de grupurile de agricultori care apar în Europa, pentru prima dată, probabil în a doua jumătate a mileniului VII î.e.n.

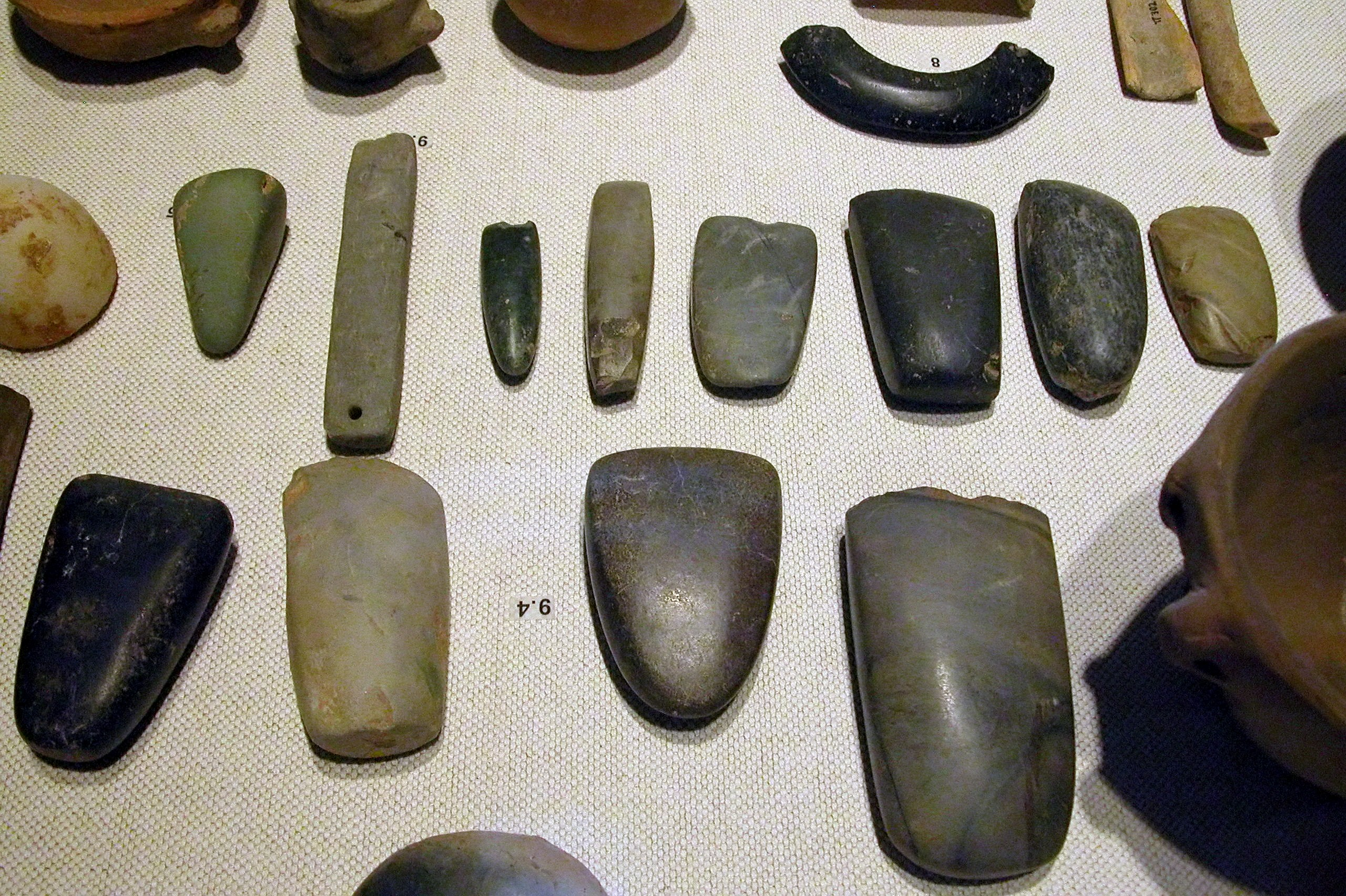

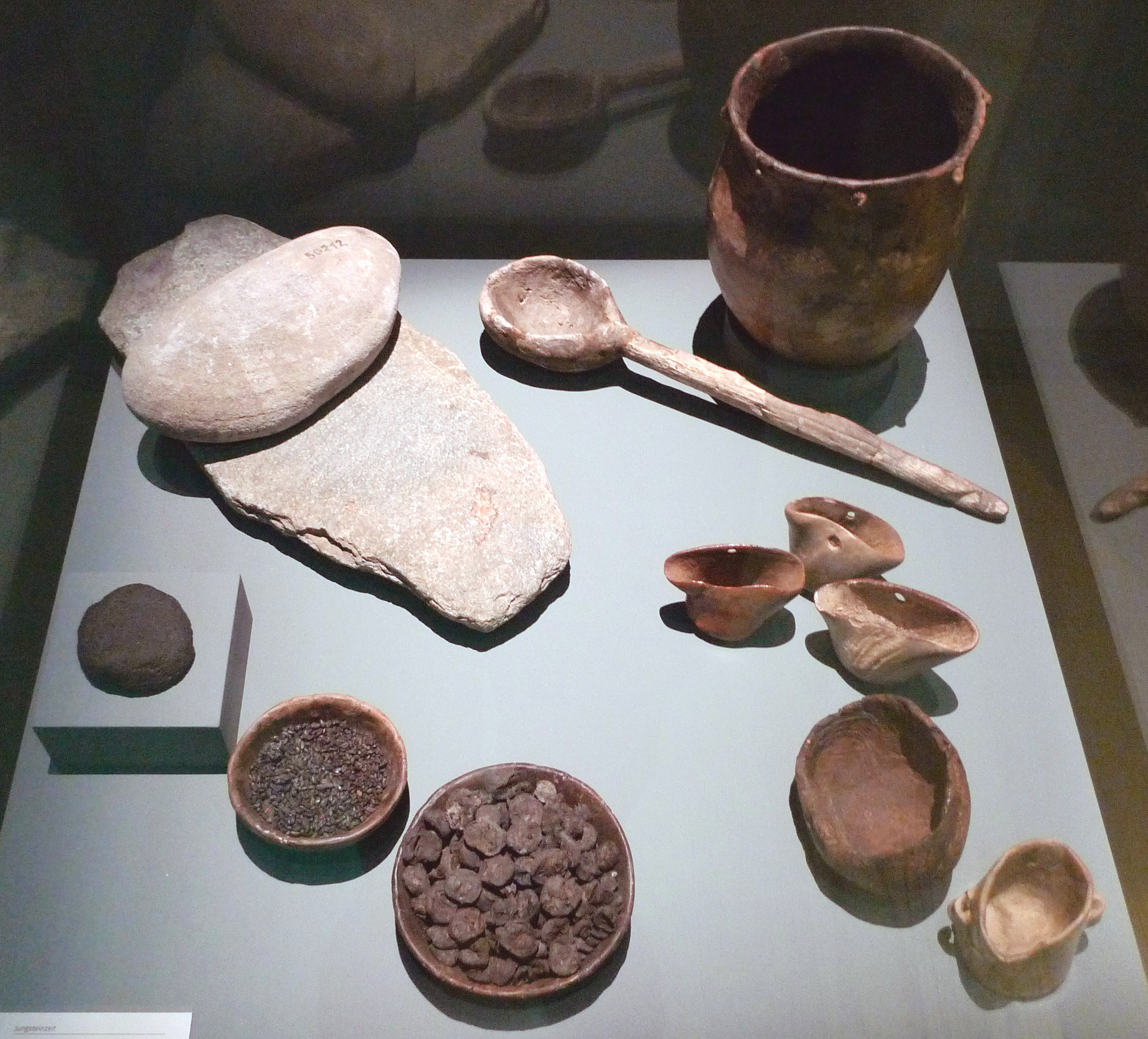

- Epoca neolitică sau  ”Revoluția neolitică”: Termenul de neolitic a fost introdus, inițial, în 1865, cu o semnificație simplă, care a făcut posibilă o primă clasificare tipologică și cronologică a vestigiilor epocii pietrei. Astfel, neoliticul (= epoca nouă a pietrei) a fost distins printr-un criteriu tehnologic fără echivoc: șlefuirea (în contrast cu cioplirea, tehnică de prelucrare caracteristică paleoliticului = epoca veche a pietrei). Cu timpul, semnificația termenului s-a îmbogățit considerabil, desemnând o transformare globală, determinată de trecerea de la modul de viață „prădător” la economia de producere a hranei, prin cultivarea pământului și creșterea animalelor. Odată cu această mutație au loc importante fenomene însoțitoare în toate domeniile vieții: se generalizează prelucrarea pietrei prin șlefuire, se inventează ceramica și metalurgia, încep să fie practicate torsul, țesutul și alte meșteșuguri casnice, se produc schimbări majore în modul de ocupare și organizare a spațiului (sedentarism, „sate”/așezări de tip rural cu noi tipuri de construcții), apar structuri sociale și o viață spirituală complexe.  În mai multe regiuni ale globului apare agricultura  (Orientul Apropiat, sudul și sud-estul Asiei, continentul american, fiecare dintre aceste zone cu plante cultivate și animale domestice specifice).

## Organizarea socială și viața spirituală

### Forme de organizare socială
Structurile sociale sunt prezentate, în majoritatea lucrărilor de specialitate, mai degrabă “împărțite” în trei mari categorii: căsătoria, familia, descendența.  Căsătoria este actul simbolic care duce la formarea unei familii care, conform multor cercetători, constituie baza descendenței. Aceasta din urmă este cea care legitimează relații evidente prin intermediul comportamentelor (reale sau simbolice). 
Structura socială reprezintă căile și modurile în care indivizii și grupurile relaționează în interiorul unei societăți. Structura socială se compune din:· instituții sociale , roluri sociale , statute sociale (care pot fi  înnăscute și  dobândite). Toate structurile sociale implică un anumit grad de diferențiere (ranguri), deoarece nu toate statutele sunt considerate a avea valoare egală. Dar societățile ierarhice sunt cele în care se tinde să existe diferențe mari în accesul la avere și putere. Determinanți ai diferențelor de statut s-au produs în funcție de gen : bărbații și femeile tind să facă lucruri diferite în toate societățile, iar rolurile atribuite sunt dependente cultural de vârstă: în societățile tradiționale statutul individului tinde să se modifice și să crească odată cu înaintarea în vârstă; abilitățile/calitățile personale: în special, în societățile bazate pe merit, mai puțin în cele bazate pe statute înnăscute.
Apare familia,  un grup caracterizat prin rezidență comună, cooperare economică și reproducere. Societatea era interesată de următoarele aspecte: perpetuarea fizică a grupului,  perpetuarea culturii, păstrarea anumitor interese privind prestigiul, proprietatea și schimbul de bunuri și servicii între familiile noului cuplu. 

### Viața spirituală

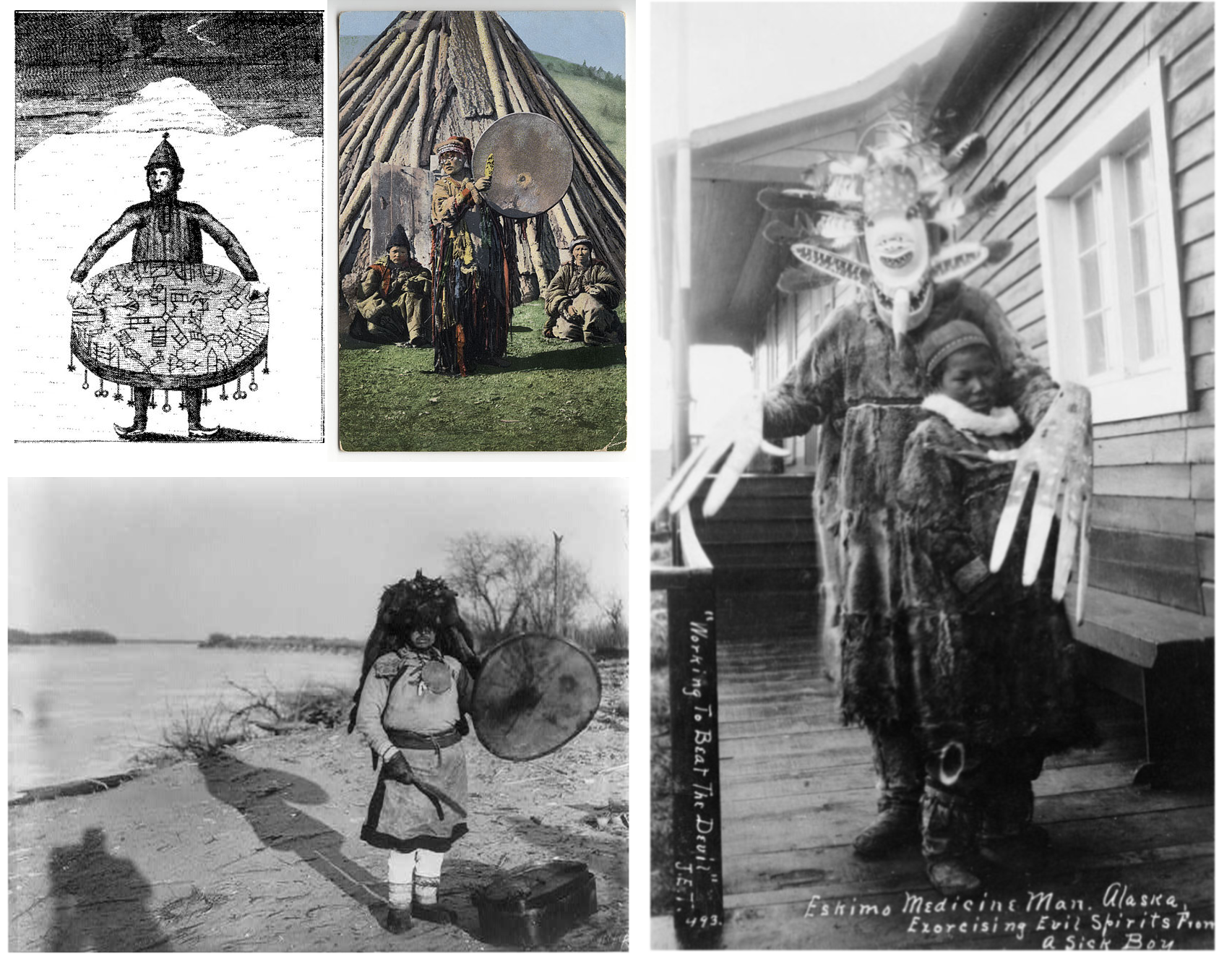
Tablou cu șamani

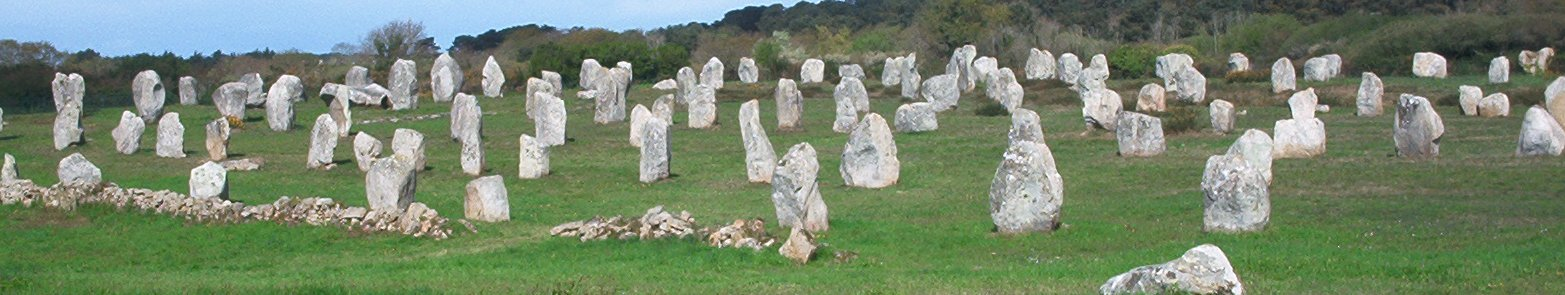
Menhir-uri de la Carnac

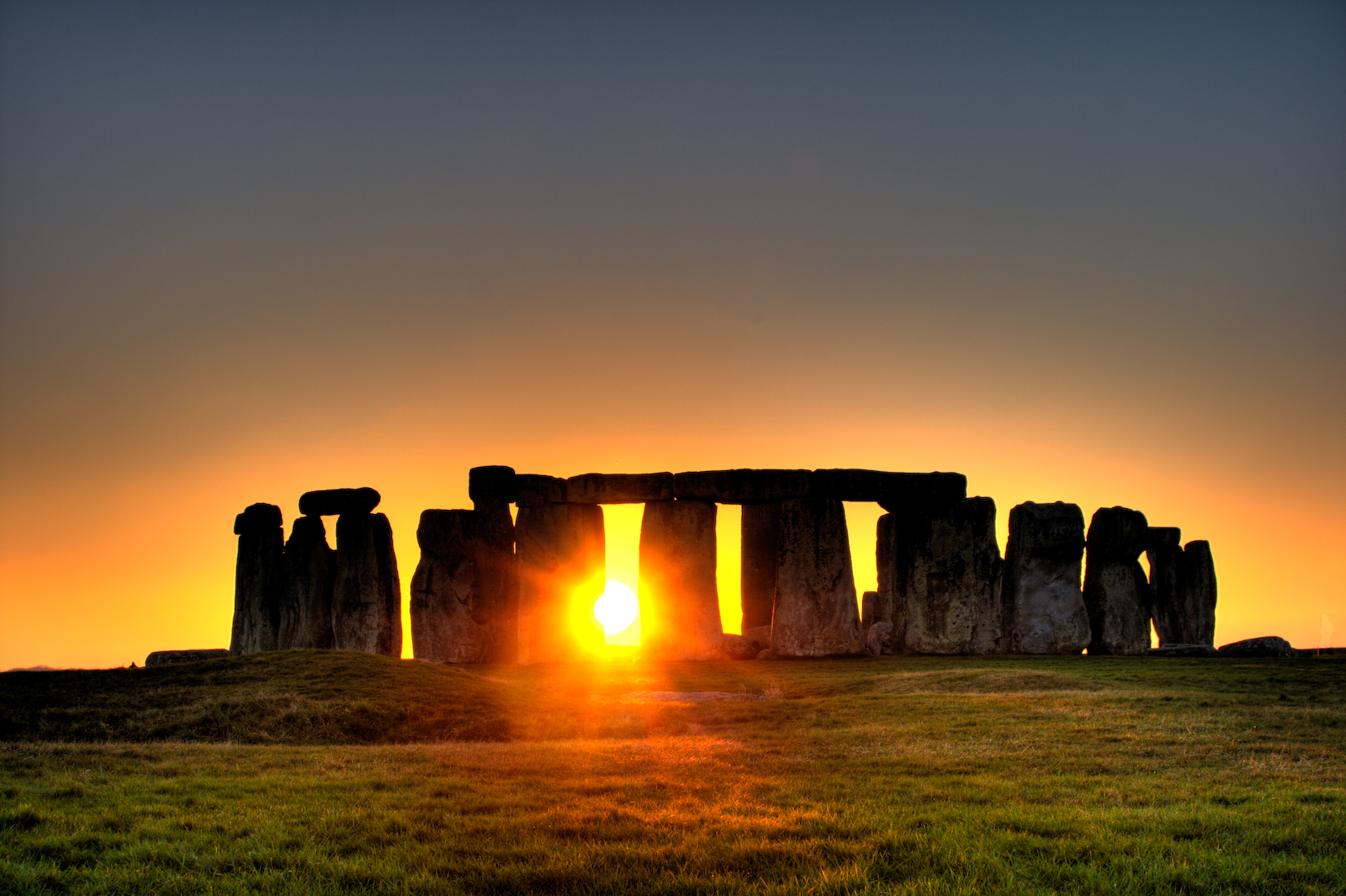
Stonehenge

Se consideră că religia reprezintă un sistem explicativ, credințele fiind un mijloc creat de oameni pentru a explica ordinea naturală și lumea din jurul lor. Prin urmare, în această accepțiune, religia reprezintă un sistem explicativ al lumii sociale și nu al ordinii naturale. Magia și religia, pe de o parte, știința, pe de altă parte, reprezintă forme de cunoaștere, deci modalități de luare la cunoștință, de ordonare și de explicare a lumii înconjurătoare. Oamenii preistorici au încercat să reziste lumii ostile prin diferite mijloace. Forțele potrivnice au fost ademenite, îmblânzite sau adorate, ei crezând în unul sau mai mulți zei. Animalele care îi asigurau hrana erau omorâte, simbolic, prin practici magice (sacrificiile) sau erau glorificate pentru forța lor. Aceste animale erau pictate pe pereții peșterilor. Astfel au apărut și practicile religioase (rituri). Credințele religioase erau de două feluri:
- animiste (fiecare lucru are un suflet);
- antropomorfe (fiecare divinitate era asemănătoare omului).[necesită citare]

Fenomenul șamanic ocupă un loc aparte în analiza religiei preistorice.  În practicile religioase se înscriu și diversele culte: 
- Invocarea magică a forțelor supranaturale;
- Cultul vânătorii;
- Cultul fertilității (reprezentative în acest sens sunt statuetele antropomorfe denumite de arheologi, în mod convențional, Venus - de ex. Venus din Willendorf);
- Cultul soarelui;
- Cultul morților.

Practica acestor culte implică ceremonialuri sacre care se desfășoară în spații speciale (sanctuare) sau în construcții care au o destinație sacră. Astfel de construcții, dolmene, menhiri, întâlnim la: 
- Cernac (Franța)
- Stonehenge (Anglia)

### Arta

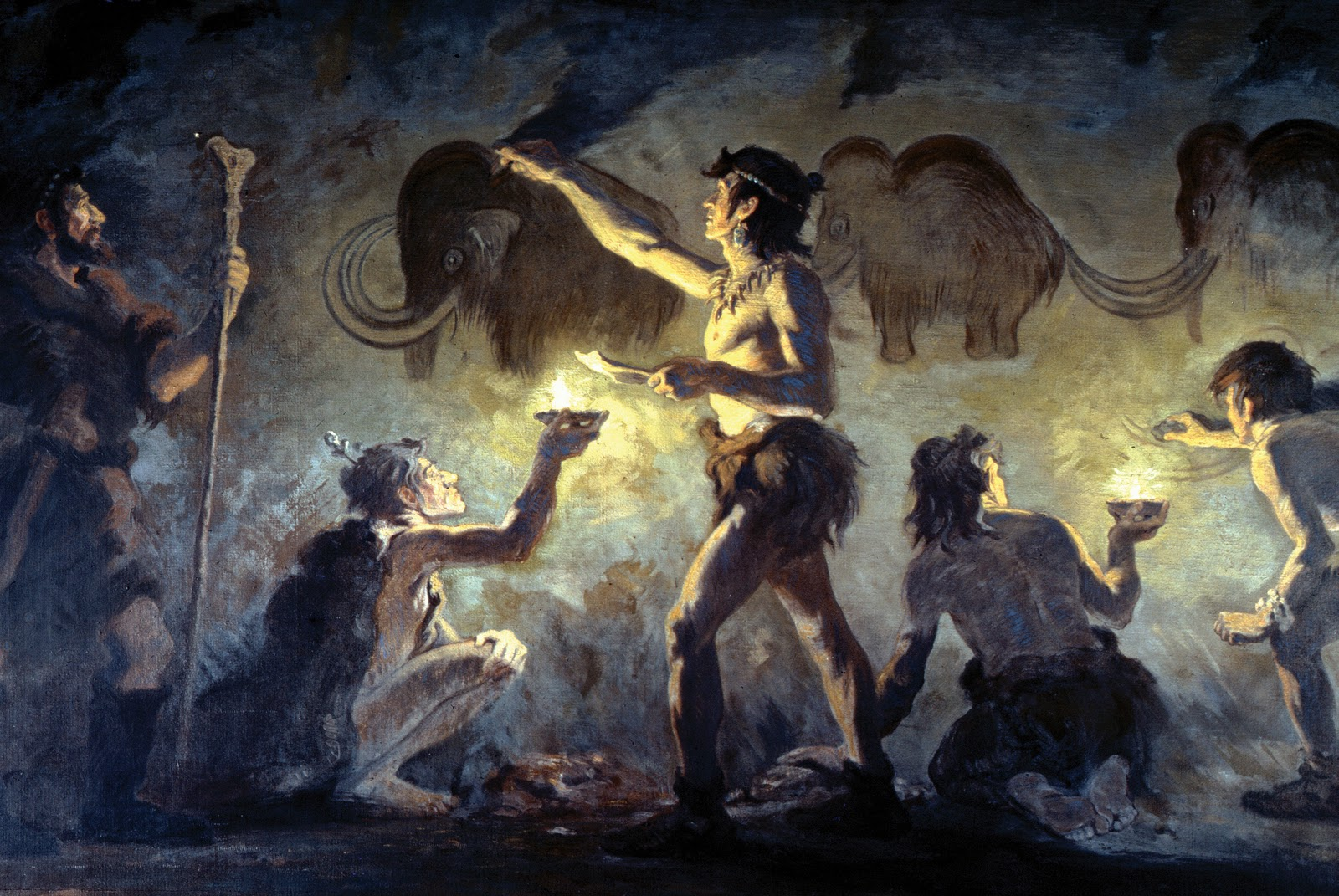

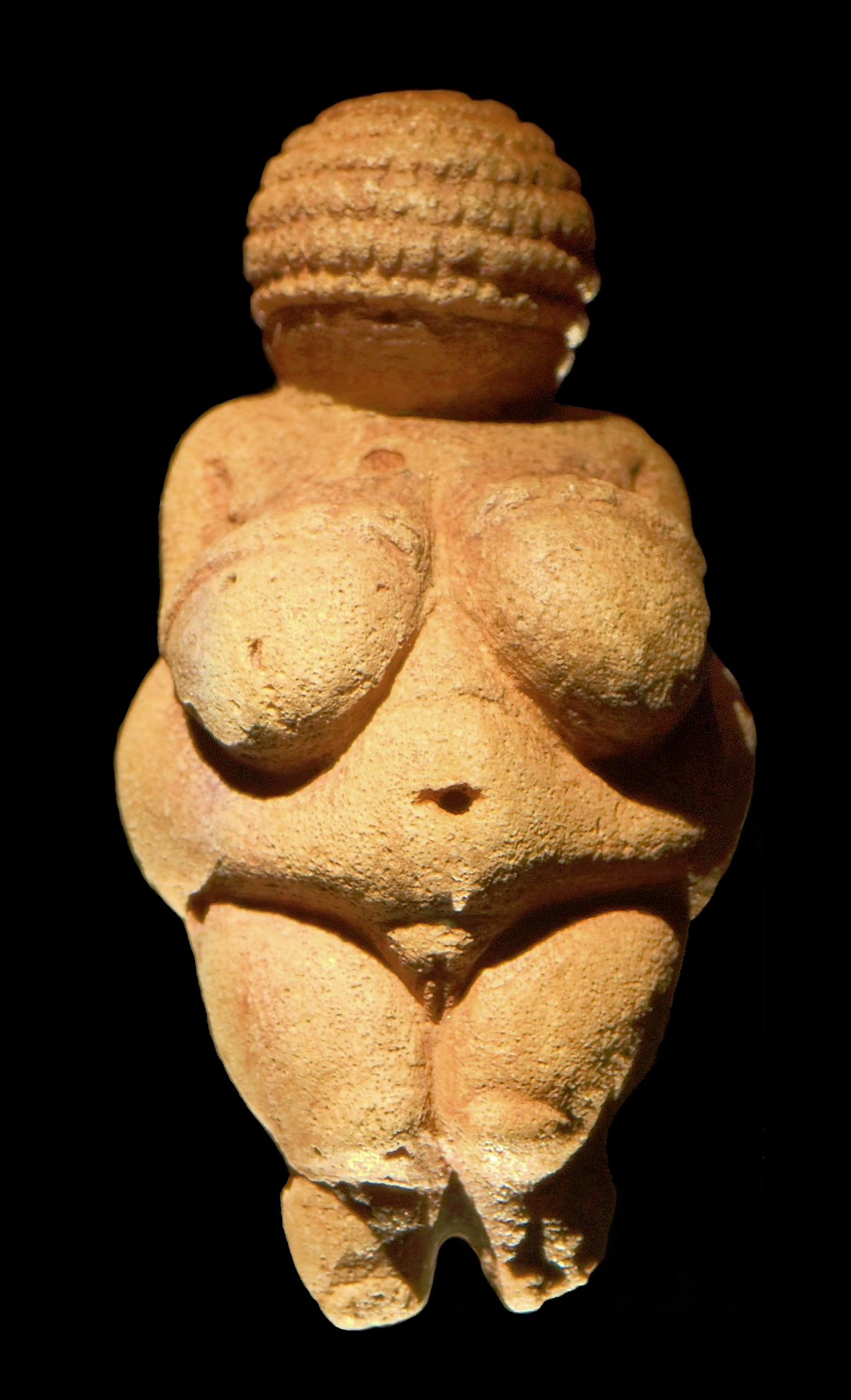
Venus de Willendorf

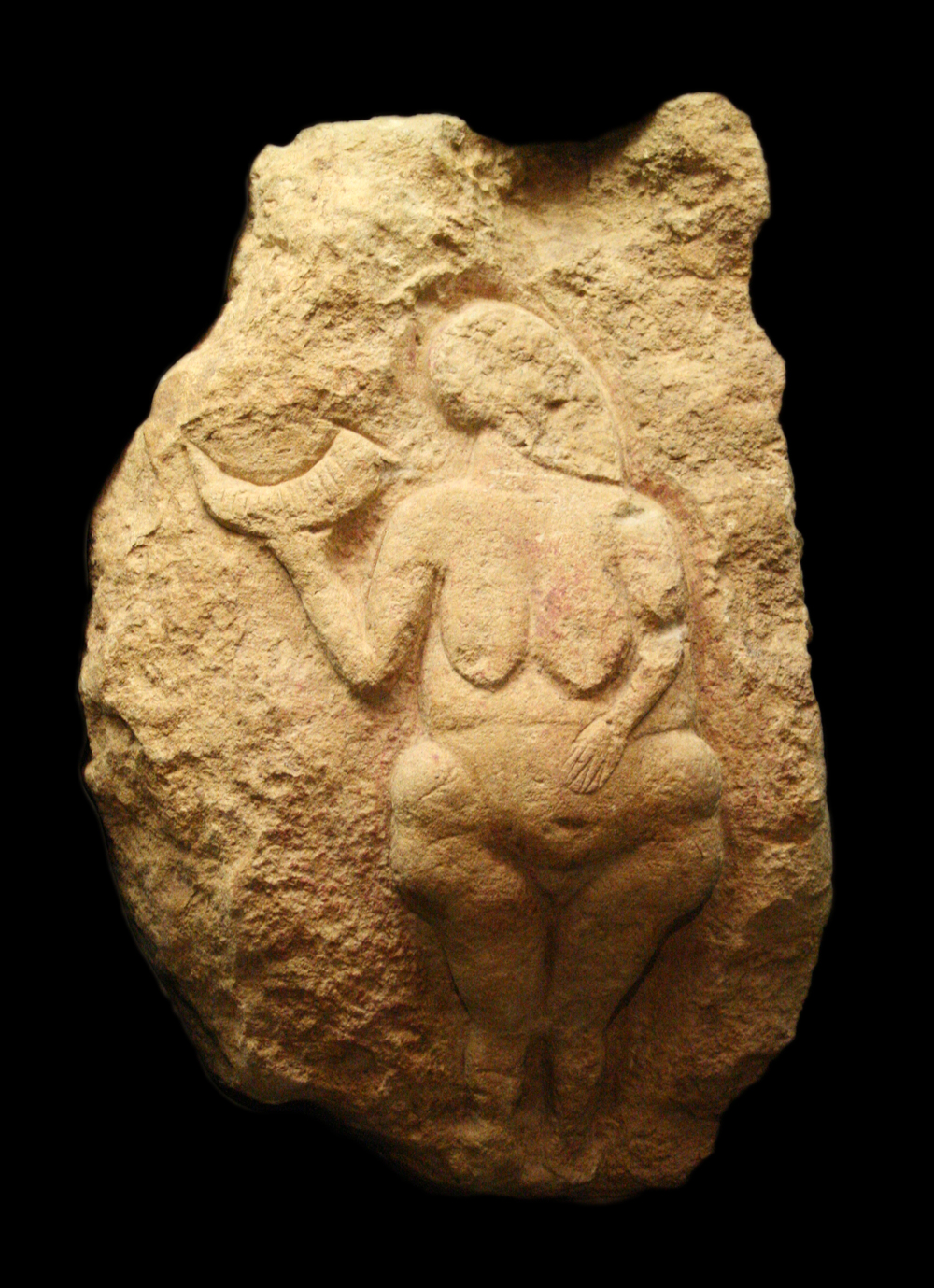
Vedere generală a sculpturii "Venus de Laussel"

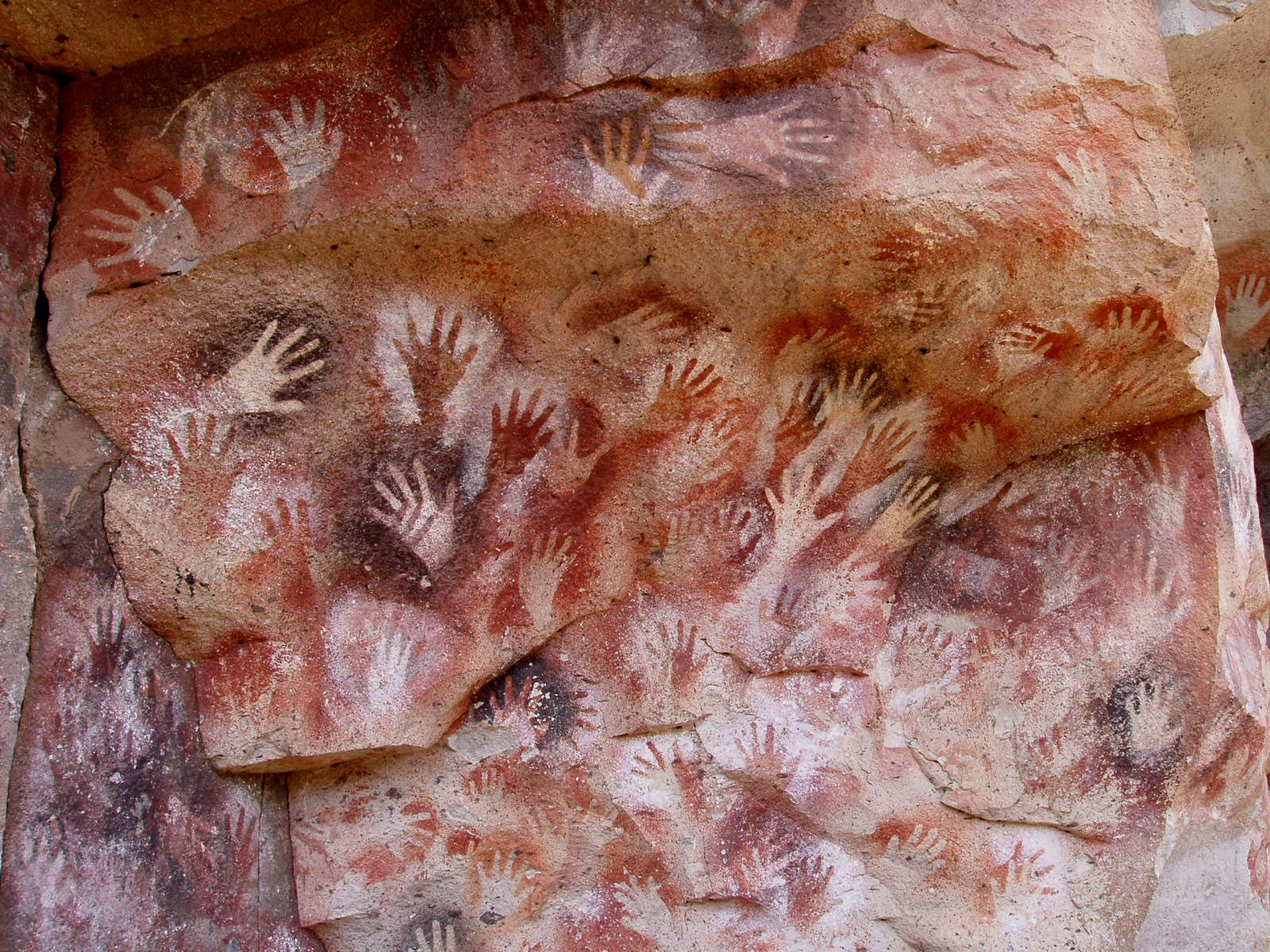
Mâinile de la Santa Cruz

Arta reprezintă un fenomen spiritual superior, bazat pe un limbaj abstract, în consecință, mult timp s-a negat faptul că grupurile paleolitice ar fi putut avea o formă de manifestare a vieții spirituale care să fie numită artă. Creșterea numărului de descoperiri și identificarea elementelor care autentifică aceste picturi au dus, până la urmă, la acceptarea acestui fenomen ca fiind autentic.  
Elementele constitutive ale artei paleolitice:
- în funcție de suport: artă parietală, artă rupestră, artă  mobiliară, plachete, altele;
- în funcție de tehnică: gravuri, picturi, tehnică mixtă, mulaje, ronde-bosse, plastică propriu-zisă și “tracées”;
- în funcție de tipul de reprezentări: zoomorfe, antropomorfe, abstracte, reprezentări compozite, fantastice sau prefigurative.

Arta paleolitică este reprezentată de creații pe mai multe categorii de suporturi. Cele mai spectaculoase - sunt și cele mai cercetate și majoritatea interpretărilor pornesc de la analiza acestei categorii de reprezentări – sunt cele realizate pe pereții peșterilor, de unde și calificativul de “parietală”. De la două-trei reprezentări la câteva sute sau mii, reprezentările din arta parietală constituie majoritatea reprezentărilor. Evident, avem de-a face cu un corpus de imagini cu o valoare specială pentru colectivitățile paleolitice. Arta rupestră, obiectele găsite în peșteri, constituie o categorie mai degrabă redusă numeric, dar cu semnificație, probabil, specială. Această categorie este compusă, în principal, din blocuri de mari dimensiuni pe care au fost realizate reprezentări în relief adânc sau ronde-bosse și care, după cum sugerează situația arheologică în care au fost găsite, erau așezate asemeni unei frize în zona locuită a peșterii. Arta mobiliară este compusă din piesele de podoabă (discuri din os sau corn perforate și gravate, imitații de dinți de animal, în special, de cerb), plachete ornamentate, “propulsoare” – numite și “bastoane de comandament”, statuete din fildeș, corn, os sau, mai rar din roci, chihlimbar sau lut uscat amestecat cu cenușă. Ele au o distribuție geografică imensă, din Spania până în Siberia și sunt, în general, realizate prin gravură și decupaj, uneori, fiind și pictate cu ocru. Categoria pare să se împartă în două grupe distincte: obiectele de podoabă corporală (plachete perforate, pandantive și elemente de colier), respectiv, obiectele care sunt plasate la vedere, dar a căror utilizare este mai puțin evidentă. Desigur, se pot imagina modalități de prindere a unora dintre statuete, de exemplu, pentru a putea fi purtate asemeni pandantivelor, dar cu siguranță aceasta nu este cazul pentru toate statuetele și cu atât mai puțin pentru “propulsoare”. 
Plachetele sunt o categorie destul de circumscrisă geografic. Cea mai mare parte a acestora apare în zona La Marche din Franța și sunt plachete din șist gravate cu reprezentări mult mai realiste. Gravura era realizată cu ajutorul burin-ului (o unealtă tipică a paleoliticului superior, realizată pentru a avea capătul unei muchii cu un vârf obtuz), atât pe pereții peșterilor, cât și pe suport moale (os, corn, fildeș). Foarte probabil, aceste unelte de dimensiuni mici erau înmănușate în mânere de os sau de lemn.
Pictura era realizată cu ajutorul ocrului, un oxid de fier sau de magneziu. “Pictorul” frământa în gură acest ocru, apoi îl amesteca într-un recipient realizat din stalagmite retezate cu grăsimi sau cu apă. Pictura propriu-zisă era realizată cu ajutorul unui pămătuf din plante și care îndeplinea rolul de pensulă sau, mult mai frecvent, utiliza un tub de trestie cu ajutorul căruia sufla ocrul aflat în gură; după unele cercetări, unele reprezentări (cele realizate într-o tehnică asemănătoare cu pointillée) au fost realizate prin suflarea direct din gură a pigmentului. Operațiunea trebuie să fi fost destul de laborioasă, căci sunt multe reprezentări care combină două-trei culori, iar ocrul are calități astringente. Originea utilizării ocrului trebuie căutată în tehnica tatuajului (mai precis, a vopsirii corpului). Deși nu există dovezi clare, ipoteza este verosimilă, căci ocrul este un mijloc de a preveni înțepăturile de insecte (închide porii și constituie un strat protector pentru piele). Ca și în cazul gravurilor parietale, situația concretă în care au fost găsite aceste picturi ridică o serie de probleme. Întâi, absența urmelor de torțe (sunt doar câteva identificate, prea puține) sau de lămpi (realizate tot din stalagmite), deși este de presupus că era nevoie de lumină. În al doilea rând, unele reprezentări se află la câțiva metri de solul peșterii – modul de realizare al acestor figuri rămâne în discuție.
Mulajele sunt doar câteva, poate și din cauza șanselor mai mici de a fi conservate. Exemplul clasic îl constituie bizonii de la Tuc d’Audoubert. O posibilă variantă o reprezintă piesele realizate din lut uscat din nordul Germaniei. Piesele realizate în ronde-bosse sunt, în principal, piesele incluse în categoria artei rupestre. Raportate la arta parietală sau la cea mobiliară, acestea sunt realizate într-o tehnică mai degrabă rudimentară; dar acest rezultat poate fi rezultatul utilajului folosit, care trebuia să fie mai rezistent și nu mai precis. Câteva piese au devenit elemente esențiale în interpretările date artei paleolitice – la Laussel (unde au fost găsite majoritatea acestor piese), două dintre aceste obiecte înfățișează un personaj feminin ținând în mână un corn (interpretat ca fiind un corn al abundenței), respectiv, un bărbat care, foarte probabil, trage cu arcul. În categoria plasticii sunt incluse așa-numitele “venus aurignaciene”. Este vorba de statuetele de dimensiuni relativ mici, steatopige (corpul reprezentat poate fi înscris într-un romb, partea mediană – cu atributele sexuale și sânii – fiind exagerată, în timp ce extremitățile – capul și picioarele – sunt schematizate).

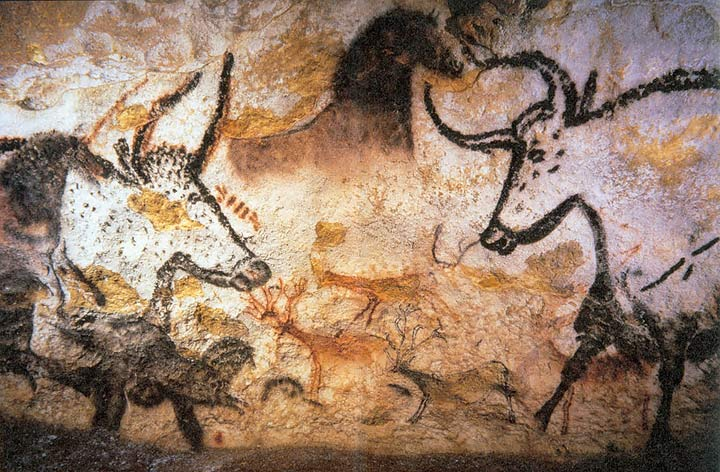
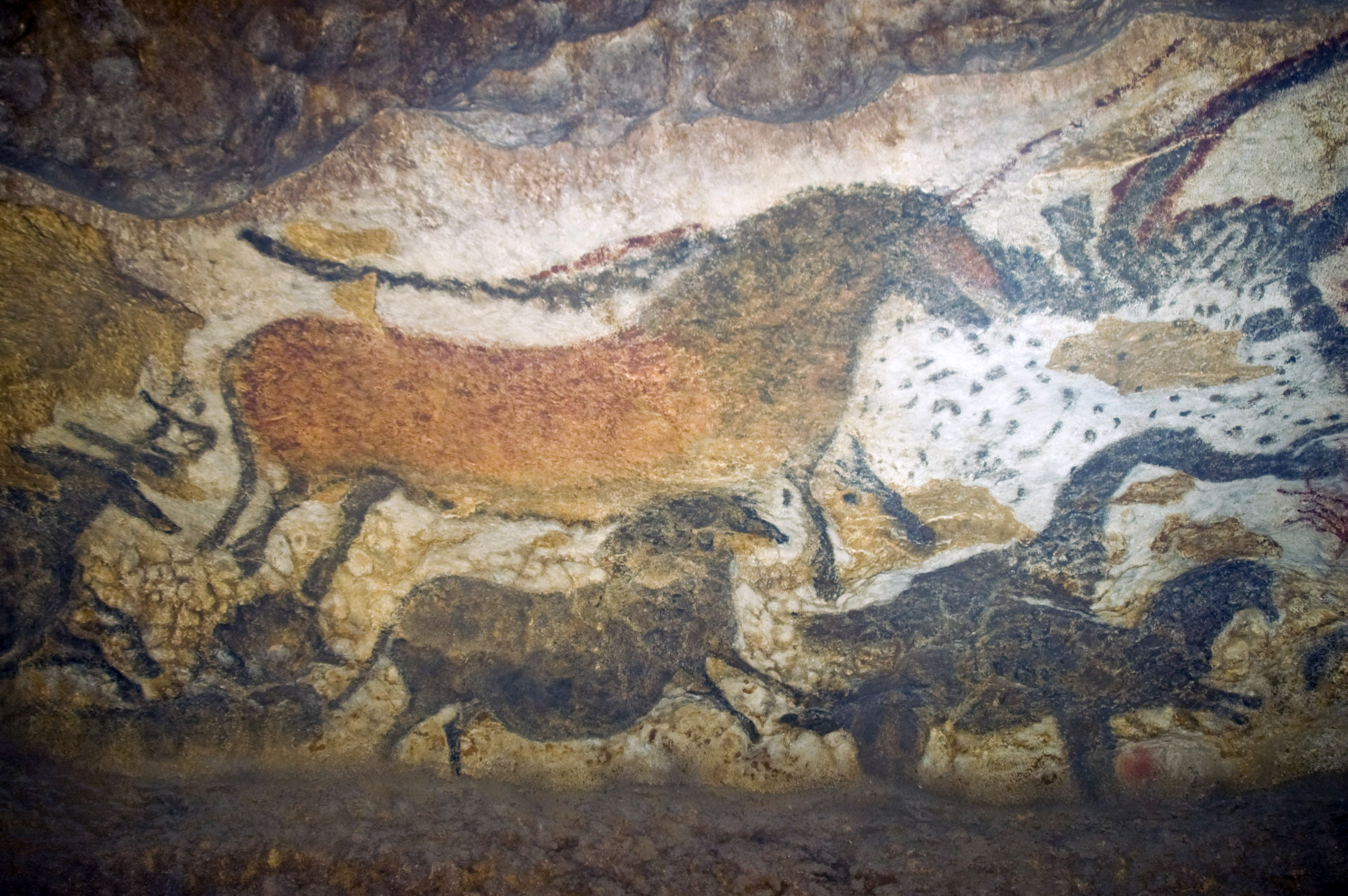
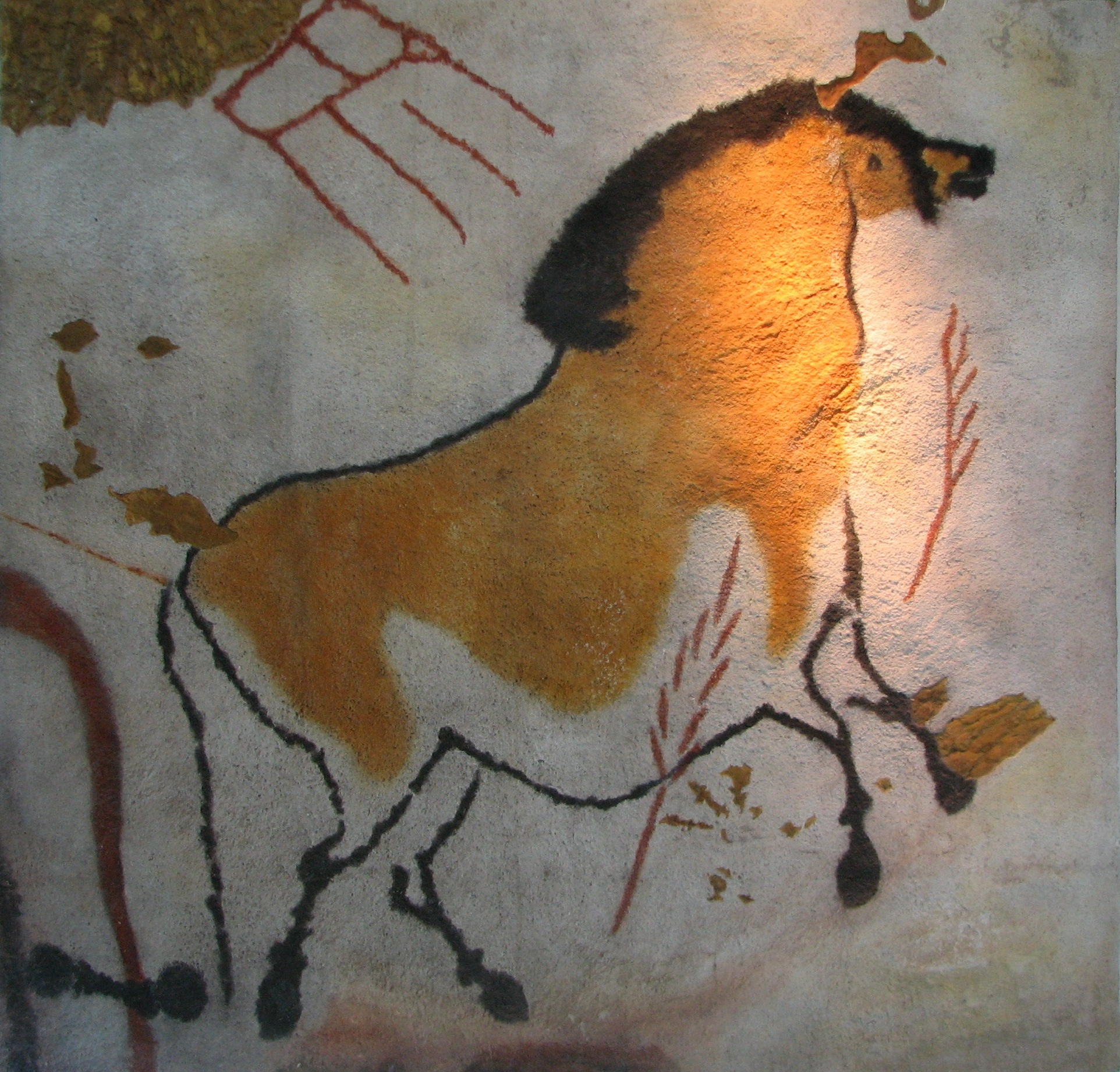

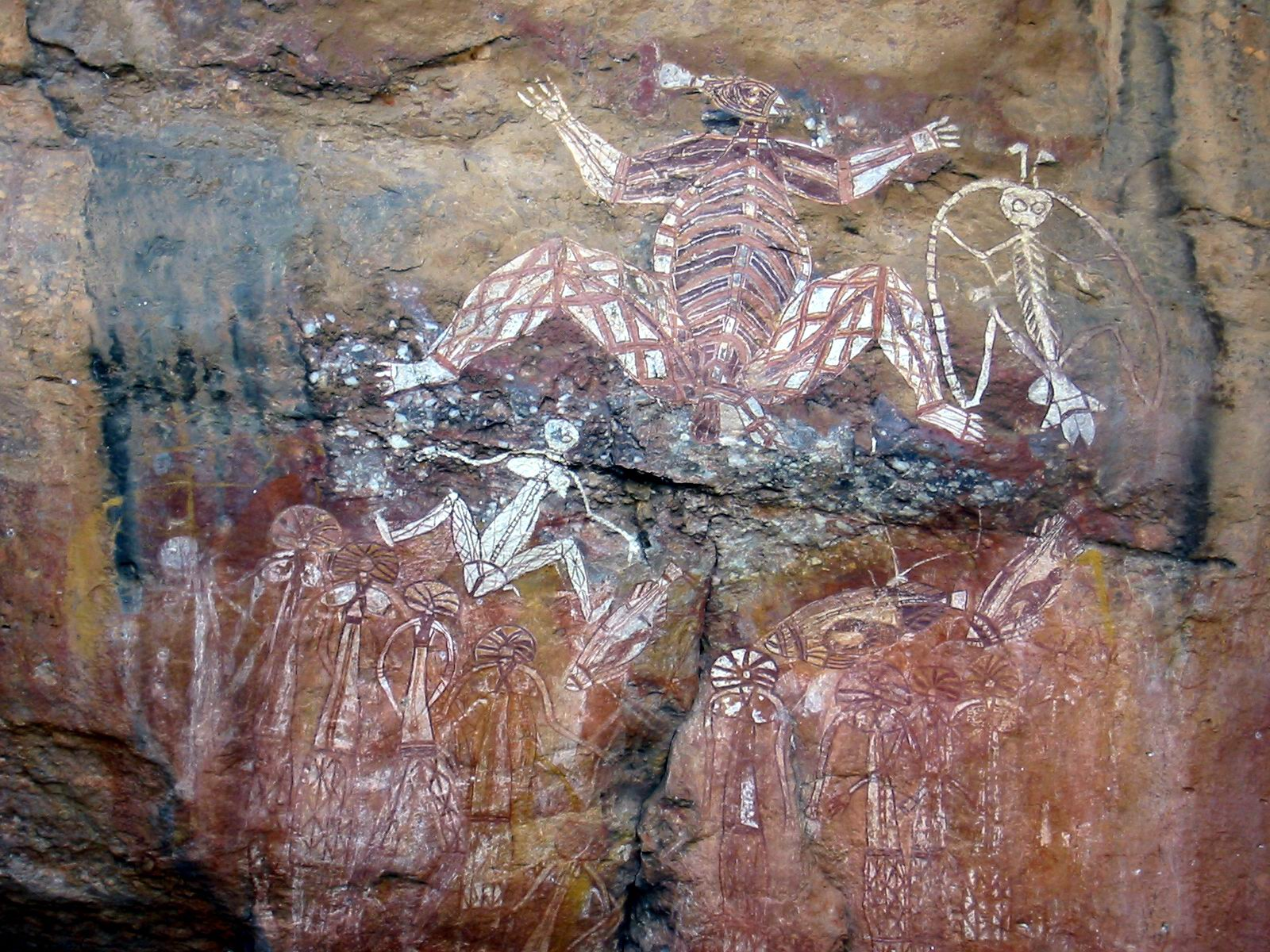

Reprezentările sunt, în ciuda numărului foarte mare, destul de uniforme. Principalele categorii sunt următoarele:   
- reprezentări zoomorfe - acestea cuprind peste 80 % din totalul reprezentărilor și se pot identifica câteva regrupări semnificative: există o primă categorie de reprezentări care domină numeric – cal, bizon, mamut, ren și cervidee; apoi, o categorie de reprezentări semnificativ mai rare – o serie de animale periculoase (rinocer, urs, feline), pești, păsări și insecte, dar toate reprezentările par să fie asociate în mod voit (perechea cal – bovideu, asocierea acestei perechi cu mamutul și cu cervideele etc.). Reprezentările zoomorfe sunt, făcând abstracție de evoluția stilistică, în general, mai realiste, dar nu se poate spune că reprezintă o copie fidelă a speciilor naturale – în unele cazuri, atributele semnificative ale speciei sunt exagerate (în special, masivitatea corpului, accentuarea trenului anterior etc.);
- reprezentări antropomorfe - considerate, inițial, ca fiind reduse numeric (sub o sută);
- reprezentări abstracte - în această categorie intră o serie de desene abstracte, de formă geometrică sau nu – linii, șiruri de puncte (pictate sau adâncite în peretele peșterii sau pe plachete de os) sau de crestături, forme complexe (denumite “tectiforme” și “piepteni”), unele semne care pot fi și figuri umane extrem de stilizate, linii și săgeți sau reprezentări lentiloide (interpretate și ca simboluri sexuale); această categorie este foarte răspândită și apare încă de la începuturi (s-a formulat ipoteza că primele forme de artă – șiruri de puncte și de linii – sunt legate de reprezentarea ritmurilor naturale (ciclul lunar și/sau cel menstrual));
- reprezentări compozite - deși redusă numeric, este o  categorie spectaculoasă în care sunt incluse reprezentări compozite, de animale cu elemente umane sau de ființe umane cu trăsături zoomorfe (categoria “vrăjitorilor”); cele mai spectaculoase exemple sunt de la Trois-Frères, Gabillou, Lascaux și Marsoulas; de regulă sunt figuri care combină trăsături de bovidee (în special, capul și trunchiul) cu cele umane (poziția bipedă și membrele superioare și inferioare); uneori sunt asociate și obiecte (comparate cu instrumente muzicale); tot aici ar putea fi incluse și reprezentările de animale (în special, bizonii) al căror chip este “umanizat” (fața este modificată pentru a semăna, din profil, cu un chip uman);
- reprezentări fantastice - categoria include un număr foarte limitat de reprezentări; este vorba de figuri care redau posibile animale fantastice (“licorna” de la Lascaux, așa-numitele “fantome”) sau animale care sunt prea vag reprezentate pentru a fi identificate speciile naturale;
- reprezentări prefigurative - în această categorie intră reprezentările de tipul “maccaroni”, realizate în mondmilch-ul de pe pereții peșterilor.

Arta aplicată ceramicii pare să se concentreze pe statuetele feminine. Ele au căpătat o pondere specială atunci când s-a luat în considerare viziunea cu privire la societățile neolitice.

## Cronologie

### Paleolitic/Pleistocen

#### Paleoliticul inferior
- c. 3,3 milioane î.Hr. – Sunt create cele mai vechi unelte din piatră.
- c. 2,8 milioane î.Hr. – Apare genul Homo. Se naște primul individ din specia Homo habilis - ,,Omul îndemânatic", considerat a fi prima care produce și folosește unelte din piatră pentru vânătoare.
- c. 2,0 - 1,7 milioane î.Hr. - Își fac apariția speciile Homo erectus (,,Omul drept") și Homo ergaster.
- c. 1,6 milioane î.Hr. - Moare ultimul om din specia Homo habilis.
- c. 700.000 î.Hr. - Apare specia Homo heidelbergensis, considerat strămoșul comun al speciilor Homo sapiens și Homo neanderthalensis.
- c. 600.000 î.Hr. – Potrivit dovezilor arheologice, oamenii practică vânătoarea și culesul.
- c. 600.000 î.Hr. - Moare ultimul om din specia Homo ergaster.
- c. 430.000 - 250.000 î.Hr. - Apar primii oameni de Neanderthal, creditați pentru tehnicile avansate de vânătoare, meșteșug, aprinderea focului, construit vetre în peșteră, tehnici de țesut, preparat leacuri din plante medicinale, tehnici de depozitare și gătire a alimentelor, fumatul, primele practici ceremoniale și funerare.
- c. 400.000 î.Hr. – Oamenii învață tehnicile de aprinderea focului (Homo erectus/Homo ergaster).
- c.315.000  î.Hr -  Data aproximativă a apariției Homo sapiens în  Jebel Irhoud, Maroc.

#### Paleoliticul mijlociu
- c. 300.000 î.Hr. – Apar primii oameni moderni din punct de vedere anatomic (Homo sapiens sapiens) în Africa. Una dintre caracteristicile acestora este lipsa părului corporal în comparație cu alte primate.
- c.300.000 î.Hr. - Apare specia Homo naledi în Africa de Sud, capabilă să călătorească pe distanțe lungi și foarte bine adaptată la cățărare.
- c. 300.000–30.000 î.Hr. – Își face apariția cultura mușteriană (practicată de Omul de Neanderthal) în Europa.
- c. 230.000–150.000 î.Hr. -Apare haplogrupul L de ADN mt (,,Eve mitocondrială").
- c. 200.000 î.Hr. - Este inventat primul așternut de iarbă cunoscut. Sunt folosite plantele și cenușa pentru a alunga insectele.
- c. 200.000 î.Hr. - Dispar speciile Homo naledi și Homo heidelbergensis.
- c. 190.000 î.Hr. - Apare specia Homo floresiensis care se dezvoltă pe insula Flores, Indonezia. Indivizii din această specie au înălțimea medie de 1,1 metri.
- c. 170.000–83.000 î.Hr. - Oamenii țes primele articole vestimentare din blănuri și piei de animale.
- c. 130.000 î.Hr. - Oamenii navighează pentru prima dată și se stabilesc în Creta.
- c. 120.000 î.Hr. - Sunt gravate primele simboluri pe oase de către oameni.
- c. 120.000 î.Hr. - Sunt utilizate scoici pentru decor și bijuterii, atât de către Homo sapiens, cât și de oamenii de Neanderthal.
- c. 100.000 î.Hr. - Sunt construite cele mai vechi structuri cunoscute din lume de către om. Blocuri de gresie sunt așezate într-un semicerc cu o fundație ovală, în Egipt, aproape de Wadi Halfa.
- c. 82.000 î.Hr. - Sunt performate mărgele mici de scoici la Taforalt în Maroc.
- c. 75.000 î.Hr. - Vulcanul Toba erupe și începe o iarnă vulcanică de 1000 ani. Estimativ, doar 15,000 de oameni supraviețuiesc.
- c. 80.000–50.000 î.Hr. – Un grup de Homo sapiens părăsește Africa.  În următoarele milenii, descendenții acestui grup migrează în sudul Indiei, insulele Malay, Australia, Japonia, China, Siberia, Alaska și coasta de nord-vest a Americii de Nord.
- c. 80.000–50.000? î.Hr. – Începe revoluția cognitivă la Homo sapiens care își modifică comportamentul și își îmbunătățește limbajul.

#### Paleoliticul superior
- c. 50.000 î.Hr. - Moare ultimul din specia Homo floresiensis.
- c. 43.000 î.Hr. – Începuturile culturii châtelperroniene în Franța.
- c. 210.000 - 40.000 î.Hr. - Primii oameni moderni (Omul de Cro-Magnon/ Homo sapiens fossilis) se stabilesc în Europa. Prima prezență umană este înregistrată în Apidima, Grecia.
- c. 40,000 î.Hr. - Moare ultimul om de Neanderthal în peninsula iberică.
- c. 38.000 î.Hr. - Prima așezare umană este construită în sudul continentului Australiei. Primii indigeni australieni se stabilesc în sit-urile Sydney, Perth și Melbourne.
- c. 30.000 î.Hr. – Începuturile culturii aurignaciane. Sunt create picturile rupestre în Peștera Chauvet din Franța.
- c. 28.500 î.Hr. – Noua Guinee este populată de oameni din Asia sau Australia.
- c. 28.000 î.Hr. – O turmă de reni este sacrificată de oameni în Valea Vezere, în ceea ce este astăzi Franța.
- c. 28.000–20.000 î.Hr. – Perioada Gravettiană în Europa. Sunt inventate harpoanele, acele și ferăstrăul.
- c. 26.500 î.Hr. – Ultimul maxim glaciar.   Gheața se topește, iar ființele umane se întorc în Europa de Vest (vezi cultura Magdaleniană) și intră pentru prima dată în America de Nord din Siberia de Est (vezi Paleo-indienii, cultura pre-Clovis). Umiditatea ia amploare în Africa de Nord. Regiunea care mai târziu avea să devină cunoscută drept Deșertul Sahara este umedă și fertilă.
- c. 24.000 î.Hr. – Oamenii din întreaga lume folosesc fibre pentru a face haine, genți, coșuri din nuiele și plase.  [28]
- c. 23.000 î.Hr. – O așezare formată din colibe construite din roci și oase de mamut este înființată în apropiere de ceea ce este acum Dolní Věstonice în Moravia, Republica Cehă. Aceasta este cea mai veche așezare permanentă umană care a fost găsită de arheologi.
- c. 21.000 î.Hr. – Cultivarea la scară mică a plantelor în Ohalo II, o tabără sedentară a vânătorilor-culegători de pe malul Mării Galileii, Israel.
- c. 14.000 î.Hr. - Este sculptată o statuetă din lut ce reprezintă un zimbru european, în peștera cunoscută acum sub numele de Le Tuc d'Audoubert în Pirineii francezi, lângă ceea ce este acum granița Spaniei.
- c. 12.800/11.700 î.Hr. – Debutează înghețul ,,Dryas cel tânăr"  - scade temperatura de la Polul Nord cu 4-10 grade Celsius. Emisfera nordică este acoperită de gheață.
- c. 14.500 î.Hr. - Moare ultimul om de Denisova. După dispariția speciei Homo denisovensis, oamenii moderni devin stăpânii planetei. Homo sapiens rămâne unica specie inteligentă de pe Terra, precum și singura specie inteligentă cunoscută din Univers până în prezent.
- c. 15.000 - 12.700 î.Hr. - Este domesticit porcul de către om.
- 14.200 î.Hr. - Este domesticit câinele de către om. Cele mai vechi oseminte ale unui câine domesticit aparțin câinelui numit Bonn-Oberkassel, care a fost îngropat cu doi oameni.
- 14.000 î.Hr. - Sunt desfășurate primele războaie între triburi la Jebel Sahaba, dominată de cultura Natufiană.
- 13.000 î.Hr. - Oaia este domesticită de om.
- 12.000 î.Hr. - Capra este domesticită.
- 12.900–11.700 î.Hr. - Debutează ,,Dryas cel tânăr" - o perioadă de răcire bruscă și revenire la condiții glaciare.

#### Mezolitic / Epipaleolitic
c.  12.500- 9.500 î.Hr. - Se dezvoltă cultura Natufiană: o cultură a vânătorilor-culegători sedentari care ar fi cultivat secara în Levant (Estul Mediteranei).

### Neolitic/Holocen
- 9.600 î.Hr.- Are loc o perioadă abruptă de încălzire globală ce accelerează retragerea glaciară. Debutează o nouă eră geologică: Holocenul. Este fondat Ierihonul

- 9.000 î.Hr. - Cea mai veche dată înregistrată pentru construcția structurilor ceremoniale temenoi la Göbekli Tepe, în sudul Turciei, ca posibil cel mai vechi sit proto-religios supraviețuitor de pe Pământ. [51]
- Acum 11.000 de ani ( 9.000 î.Hr. ): Urșii uriași cu fața scurtă și leneșii uriași de pământ dispar. Ecvideele dispar în America de Nord.
- Cu 11.000–8.000 de ani în urmă ( 9.000 î.Hr. până la 7.000 î.Hr. ): ancestralii Puebloans , în actualul New Mexico și sud-vestul Statelor Unite , își încep epoca arhaică-timpurie a coșurilor , ducând la stiluri de artă în ceramică și coșuri care sunt încă folosite în regiune, precum și structuri timpurii în stilul arhitecturii Pueblo , inclusiv unele dintre cele văzute în Parcul Istoric Național Cultura Chaco .
- Acum 10.500 de ani ( 8.500 î.Hr. ): Cea mai veche dată presupusă pentru domesticirea vitelor .
- Acum 10.000 de ani ( 8.000 î.Hr. ): Evenimentul de extincție cuaternar , care a avut loc încă de la mijlocul Pleistocenului, se încheie. Multe dintre megafauna epocii glaciare dispar, inclusiv megatherium , rinocerul lânos , elanul irlandez , ursul de peșteră , leul de peșteră și ultima dintre pisicile cu dinți de sabie . Mamutul dispare în Eurasia și America de Nord, dar este păstrat în populații mici de insule până în ~1650 î.Hr.
- Acum 10.800–9.000 de ani: Byblos pare să fi fost așezat în perioada PPNB , aproximativ 8800 - 7000 î.Hr. La fața locului pot fi observate rămășițe neolitice ale unor clădiri. [52] [53]
- Cu 10.000–8.000 de ani în urmă ( 8000 î.Hr. până la 6000 î.Hr. ): Creșterea postglaciară a nivelului mării încetinește, încetinind scufundarea maselor de uscat care a avut loc în ultimii 10.000 de ani.
- Acum 10.000–9.000 de ani ( 8000 î.Hr. până la 7000 î.Hr. ): În nordul Mesopotamiei , acum nordul Irakului , începe cultivarea orzului și grâului . La început sunt folosite pentru bere , terasă și supă , în cele din urmă pentru pâine . [54] În agricultura timpurie la acest moment, se folosește bățul de plantare , dar este înlocuit cu un plug primitiv în secolele următoare. [55] În această perioadă, în Ierihon este construit un turn rotund de piatră, păstrat acum la aproximativ 8,5 metri (28 ft) înălțime și 8,5 metri (28 ft) în diametru .[56]
- Cu 10.000–5.000 de ani în urmă (8.000–3.000 î.Hr.) Strămoșii identici indică : cândva în această perioadă a trăit cel mai recent subgrup al populației umane, format din cei care erau toți strămoși comuni ai tuturor oamenilor din zilele noastre, restul neavând descendenți de astăzi. [57]
- Acum 9.500–5.500 de ani: Subpluvial neolitic în Africa de Nord. Regiunea deșertului Sahara susține un mediu asemănător savanei. Lacul Ciad este mai mare decât actuala Marea Caspică . O cultură africană se dezvoltă în actuala regiune a Sahelului .
- Acum 9.500 de ani (7500 î.Hr.): așezare urbană Çatalhöyük fondată în Anatolia . Cea mai devreme presupusă dată pentru domesticirea pisicii .
- Acum 9.200 de ani: Prima așezare umană în Amman , Iordania; ʿAșezarea neolitică Ain Ghazal a fost construită pe o suprafață de 15 hectare (37 de acri). [58]
- Acum 9.000 de ani ( 7000 î.Hr. ): cultura Jiahu începe în China.
- Acum 9.000 de ani: prima fermentare a peștelui la scară largă în sudul Suediei. [59]
- Acum 9.000 de ani: Așezarea umană din Mehrgarh , unul dintre cele mai vechi situri cu dovezi de agricultură și păstorit în Asia de Sud. În aprilie 2006, Nature observă că cea mai veche (și primul neolitic timpuriu) dovezi pentru găurirea dinților umani in vivo (adică la o persoană vie) a fost găsită în Mehrgarh. [60]
- Acum 8.200–8.000 de ani: eveniment de 8,2 kiloani : o scădere bruscă a temperaturilor globale, cauzată probabil de prăbușirea finală a calotei de gheață Laurentide , care duce la condiții mai uscate în Africa de Est și Mesopotamia .
- Acum 8.200–7.600 de ani ( 6200 – 5600 î.Hr. ): creșterea bruscă a nivelului mării ( Mtwater pulse 1C ) cu 6,5 m (21 ft) în mai puțin de 140 de ani; aceasta concluzionează creșterea nivelului mării din Holocenul timpuriu și nivelul mării rămâne în mare parte stabil pe tot parcursul neoliticului. [61]
- Acum 8.000–5.000 de ani: ( 6000 î.Hr. – 3000 î.Hr. ) dezvoltarea proto-scrierii în China , Europa de Sud-Est ( simboluri Vinca ) și Asia de Vest ( cuneiform proto-literat ).
- Acum 8.000 de ani: Dovezile locuirii pe actualul sit din Alep datează de aproximativ c. Cu 8.000 de ani în urmă, deși săpăturile de la Tell Qaramel , la 25 de kilometri (16 mile) nord de oraș, arată că zona a fost locuită cu aproximativ 13.000 de ani în urmă, [62] Datarea cu carbon-14 la Tell Ramad , la periferia Damascului , sugerează că este posibil să fi fost ocupat încă din a doua jumătate a mileniului al VII-lea î.Hr., posibil în jurul anului 6300 î.Hr. [63] Cu toate acestea, există dovezi ale așezării în bazinul mai larg Barada, datând din 9000 î.Hr. [64]
- Acum 7.500 de ani ( 5500 î.Hr. ): Topirea cuprului este evidentă în Pločnik și în alte locații.
- Acum 7.700–6.500 de ani (5700–4500 î.Hr.): cultura Vinča .
- Acum 7.200–6.000 de ani: 5200–4000 î.Hr .: faza Għar Dalam pe Malta . Primele așezări agricole de pe insulă. [65] [66]
- Acum 6300 sau 6350 de ani: erupția Akahoya creează Caldera Kikai și pune capăt celei mai vechi culturi omogene Jomon din Japonia. Când cultura Jomon își revine, ea arată diferențe regionale. [67] [ este necesară verificarea ]
- Acum 6.100–5.800 de ani: 4100–3800 î.Hr .: faza Żebbuġ , Malta.
- Acum 6.070–6.000 de ani ( 4050–4000 î.Hr. ): așezarea Trypillian construită în Nebelivka ( Ucraina ) care a ajuns la 15.000–18.000 de locuitori. [68] [69]
- Acum 6.500 de ani: Cel mai vechi tezaur de aur cunoscut depus la Necropola Varna , Bulgaria.
- Acum 6.000 de ani ( 4000 î.Hr. ): Civilizațiile se dezvoltă în regiunea Mesopotamia / Semiluna Fertilă (în jurul locației Irakului modern). Cele mai timpurii date presupuse pentru domesticirea calului și pentru domesticirea puiului , inventarea roții olarului .
- Cu 5.840–5.800 de ani în urmă ( 3840–3800 î.Hr. ): drumurile Post Track și Sweet Track sunt construite în Somerset Levels .
- Acum 5.800 de ani ( 3800 î.Hr. ): Trypillian a construit așezarea Talianki ( Ucraina ) care a ajuns la 15.600–21.000 de locuitori. [70]
- Acum 5.800–5.600 de ani: (3800–3600 î.Hr.): faza Mġarr O scurtă perioadă de tranziție în preistoria Maltei. Se caracterizează prin ceramică constând în principal din linii curbe.
- Acum 5700 de ani ( 3700 î.Hr. ): gropi comune la Tell Brak în Siria.
- Acum 5.700 de ani (3700 î.Hr.): Trypillian a construit în așezarea Maidanets ( Ucraina ) care a ajuns la 12.000–46.000 de locuitori [71] și a construit o clădire cu trei etaje. [72]
- Acum 5700 de ani ( 3700 î.Hr. ): Cultura minoică începe în Creta .
- Acum 5.600–5.200 de ani (3600–3200 î.Hr.): faza Ġgantija pe Malta. Caracterizat de o schimbare a modului în care locuiau locuitorii preistorici ai Maltei.
- Acum 5500 de ani ( 3500 î.Hr. ): perioada Uruk în Sumer . Primele dovezi ale mumificării în Egipt.
- Acum 5.500 de ani (3500 î.Hr.): cea mai veche reprezentare cunoscută a unui vehicul cu roți ( oala Bronocice , cultura Funnelbeaker ).
- Acum 5.500 de ani (3500 î.Hr.): Cea mai timpurie dată presupusă pentru scriptul Indus încă nedescifrat .
- Acum 5.500 de ani (3500 î.Hr.): Sfârșitul perioadei umede africane posibil legat de Oscilația Piora : un eveniment de aridificare rapidă și intensă , care probabil a început faza actuală de uscat a deșertului Sahara și o creștere a populației în Valea Nilului din cauza migrațiilor din apropiere. regiuni. De asemenea, se crede că acest eveniment a contribuit la sfârșitul perioadei Ubaid în Mesopotamia.
- Acum 5400 de ani ( 3400 î.Hr. ): Waun Mawn este construit în vestul Țării Galilor .
- Acum 5.300 de ani ( 3300 î.Hr. ): Epoca bronzului începe în Orientul Apropiat [73] Newgrange este construit în Irlanda. Ness din Brodgar este construit în Orkney [74] Faza Hakra a civilizației din Valea Indusului începe în subcontinentul indian .
- Acum 5.300–5.000 de ani (3300–3000 î.Hr.): faza Saflieni în preistoria malteză .
- Acum 5.200 de ani ( 3200 î.Hr. ): Epoca bronzului începe pe Creta , semnalând începutul perioadei minoice timpurii.
- mileniul al III-lea î.Hr.
- Acum 5.000 de ani ( 3000 î.Hr. ): Așezarea Skara Brae construită în Orkney. [75]
- Acum 4600 de ani ( 2600 î.Hr. ): Scrisul este dezvoltat în Sumer și Egipt , declanșând începutul istoriei înregistrate .

#### Calcolitic
- c. 3.700 î.Hr. – Proto-scrierea pictografică , cunoscută sub numele de proto-cuneiform , apare în Sumer , iar înregistrările încep să fie păstrate. Potrivit majorității specialiștilor, prima scriere mesopotamiană (de fapt încă proto-scriere pictografică în această etapă) a fost un instrument de evidență care avea puțină legătură cu limba vorbită. [59]
- c. 3.300 î.e.n. – Data aproximativă a morții lui „ Ötzi omul de gheață”, găsit păstrat în gheață în Alpii Ötztal în 1991. Un topor cu lamă de cupru, care este o tehnologie caracteristică acestei epoci, a fost găsit împreună cu cadavrul.
- c. 3.000 î.Hr. – Începe construcția Stonehenge . În prima sa versiune, a constat dintr-un șanț circular și mal, cu 56 de stâlpi de lemn. [60]
- c. 3.000 î.Hr. - Expansiunile Yamnaya din stepa ponto-caspică în Europa și Asia. Se crede că aceste migrații au răspândit strămoșii păstoriști din stepa Yamnaya și limbile indo-europene în mari părți ale Eurasiei.